# 千葉県出身の人物一覧
千葉県出身の人物一覧（ちばけんしゅっしんのじんぶついちらん）は、Wikipedia日本語版に記事が存在する千葉県出身の人物の一覧である。

## 公人

### 行政関係

#### 内閣総理大臣
- 鈴木貫太郎：東葛飾郡関宿町（のちの野田市）（生まれは大阪府（旧関宿藩飛地））
- 野田佳彦：船橋市

#### 行政
- 飯田健太（中小企業庁次長）：佐倉市[1]
- 石井菊次郎（枢密顧問官、第30代外務大臣、特命全権大使、石井・ランシング協定締結者）
- 宇都宮啓（第15代厚生労働省健康局長）
- 大木章一（国土交通省国土地理院長）[2]
- 加瀬俊一（日本の外交官、外交評論家、国際連合加盟後初の国際連合代表部特命全権大使）
- 上村伸一（外交官、駐イギリス日本大使館臨時代理大使、ドイツ公使）：佐倉市
- 木内重四郎（朝鮮総督府農商工部長官、貴族院議員）
- 白石隆夫（環境省自然環境局長）[3]
- 鈴木康幸（消防庁消防大学校消防研究センター所長）：東金市[4]
- 末宗徹郎（福島復興再生総局事務局長、復興庁事務次官、復興庁統括官）[5]
- 田原康生（総務省国際戦略局長、同サイバーセキュリティ統括官）：飯岡町[6]
- 保坂伸（第31代資源エネルギー庁長官）
- 松澤裕（地球環境審議官、環境省地球環境局長、環境省水・大気環境局長）[7]
- 村山誠 - 厚生労働省大臣官房長、第6代厚生労働省雇用環境・均等局長：柏市[8]
- 湯本博信 - 総務省総合通信基盤局長[9]
- 渡辺由美子（初代こども家庭庁長官）
- 渡邉洋一（第15代農林水産審議官、第2代農林水産省畜産局長、初代農林水産省輸出・国際局長）：富津市

#### 閣僚
- 猪口邦子（衆議院議員、元少子化・男女共同参画担当大臣）：市川市
- 臼井日出男（衆議院議員、元防衛庁長官、元法務大臣）：千葉市
- 小林鷹之：衆議院議員、経済安全保障担当大臣、内閣府特命担当大臣（科学技術政策、宇宙政策）市川市
- 桜田義孝：衆議院議員、元東京オリンピック・パラリンピック担当大臣）：柏市
- 浜田靖一（衆議院議員、元防衛大臣）：富津市
- 渡辺博道：（衆議院議員、元復興大臣）：松戸市
- 渡辺美智雄（元副総理、大蔵大臣、外務大臣、通商産業大臣、農林水産大臣、栃木県選出）：習志野市
- 江口一雄（衆議院厚生委員長、元運輸防衛政務次官、商工部会長、八千代松陰中高等学校理事長）：八千代市
- 鳥居一雄（元衆議院議員、公明党）
- 林幹雄（林大幹の長男。衆議院議員、元経済産業大臣、国家公安委員会委員長、国土交通副大臣）
- 千葉三郎（元宮城県知事・労働大臣。東京農業大学第四代学長）
- 石橋一弥（第1次海部内閣で文部大臣 自由民主党衆議院議員）：東金市
- 伊能繁次郎（元防衛庁長官）
- 鈴木貞一（元企画院総裁）
- 始関伊平（元建設大臣・衆議院議員）
- 水田三喜男（元大蔵大臣）：鴨川市
- 山村新治郎（元農林水産大臣・元運輸大臣）:香取市
- 林董（元外務大臣、外交官）：佐倉市
- 林大幹（元環境庁長官）
- 森美秀（元環境庁長官）：勝浦市
- 森英介（元法務大臣）：勝浦市
- 児玉秀雄（府立一中へ中途転校・政治家・元国務大臣・元文部大臣）：佐倉市
- 川崎卓吉（官僚、政治家、広島生まれ）
- 長田裕二（元科学技術庁長官）

#### 都道府県知事
- 川口為之助（元千葉県知事）：千葉市
- 加納久宜（元鹿児島県知事）：一宮町
- 加納久朗（元千葉県知事）：一宮町
- 川上紀一（元千葉県知事）：安房郡富浦町（のちの南房総市）
- 沼田武（第45-49代千葉県知事）：千葉市

#### 市町村長
※五十音順
現職
- 秋葉就一（八千代市長）：船橋市
- 石井裕（南房総市長）：安房郡千倉町（現南房総市）
- 板倉正直（印西市長）：印西市
- 太田和美（元衆議院議員、柏市長）：柏市
- 伊藤吉和（広島県府中市長）
- 稲葉孝彦（東京都小金井市長）：銚子市（旧満州生まれ）
- 宇井成一（香取市長）：佐原市（のちの香取市）
- 内田悦嗣（浦安市長）：東葛飾郡浦安町（現浦安市）
- 笠井喜久雄（白井市長）：白井町（現白井市）
- 金坂昌典（大網白里市長、元大網白里町長）：大網白里町（現大網白里市）
- 小泉一成（成田市長）：成田市
- 小出譲治（市原市長）：市原市
- 北村新司（八街市長）：八街市
- 越川信一（銚子市長）：銚子市
- 鹿間陸郎（東金市長）：東金市
- 芝田裕美（鎌ケ谷市長）：東葛飾郡鎌ケ谷町（現在の鎌ケ谷市）
- 鈴木有（野田市長）：野田市
- 高橋恭市（富津市長）：富津町（現富津市）
- 田久保眞紀（静岡県伊東市長）：船橋市
- 田中豊彦（茂原市長）：茂原市
- 土屋元（勝浦市長）：勝浦市
- 長谷川孝夫（鴨川市長）：鴨川市
- 服部友則（八千代市長）：八千代市
- 星野順一郎（我孫子市長）：我孫子市
- 松下浩明（山武市長）：山武町（現山武市）
- 松戸徹（船橋市長）：八千代市
- 宮本泰介（習志野市長）：習志野市
- 村越祐民（市川市長）：市川市
- 渡辺芳邦（木更津市長）:木更津市
- 西田三十五（佐倉市長）：佐倉市

引退
- 秋山浩保（元柏市長）：柏市
- 石川昌（元木更津市長）：木更津市
- 伊藤三郎（元川崎市長）：成田市
- 岩瀬良三（元佐原市長、参議院議員）
- 大久保博（元市川市長）：市川市
- 大沢一治（元八千代市長）：八千代市
- 小川国彦（元成田市長、元衆議院議員）：成田市
- 金丸謙一（館山市長）：館山市
- 亀田郁夫（元鴨川市長）：鴨川市
- 木倉和一郎（佐倉市長、元衆議院議員）：佐倉市
- 熊川好生（元浦安市長）
- 猿田寿男（元勝浦市長）：大多喜町
- 鶴岡啓一（元千葉市長）：千葉市
- 豊田俊郎（元八千代市長、現・参議院議員）：八千代市
- 白鳥義三郎（習志野市初代市長）：津田沼町（のちの習志野市）
- 新村勝雄（元野田市長、衆議院議員）：東葛飾郡福田村（のちの野田市）
- 根本崇（元野田市長）：野田市
- 野平匡邦（元銚子市長）：香取郡（現成田市）
- 長谷川録太郎（元成田市長）：下埴生郡成田町（のちの成田市）
- 藤倉武男（元成田市長）：成田市
- 藤代七郎・藤代孝七（元船橋市長）：船橋市
- 松本栄一（元船橋市長）
- 松本清（元松戸市長）：松戸市
- 水越勇雄（元木更津市長）：木更津市
- 宮内三朗（元千葉市長）：海上郡三川村（のちの旭市）
- 渡貫博孝（元佐倉市長）：千葉市
- 蕨和雄（佐倉市長）：佐倉市

### 立法関係

#### 衆・参議院議長
- 長田裕二（第19代参議院議長）
- 井上裕（第20代参議院議長）：佐倉市
- 倉田寛之（第25代参議院議長）：松戸市
- 加瀬完（第14代参議院副議長）：匝瑳市
- 赤桐操（第21代参議院副議長）

#### 国会議員
※五十音順
現職
衆議院議員
- 安藤淳子：松戸市
- 岡島一正
- 小林鷹之：市川市
- 志位和夫（日本共産党委員長）：四街道市（現在は船橋市在住）
- 野田佳彦：船橋市
- 浜田靖一：富津市
- 松崎公昭：柏市
- 松野博一：木更津市
- 水沼秀幸∶船橋市
- 森英介：勝浦市
- 谷田川元：佐原市（のちの香取市）
- 若井康彦：佐倉市

参議院議員
- 青木愛（参議院議員、元衆議院議員）：南房総市（東京都墨田区生まれ）
- 石井準一：茂原市
- 清水貴之：松戸市（兵庫県選出、元朝日放送アナウンサー）
- 豊田俊郎：八千代市

引退・落選
- 秋本真利（元衆議院議員）：富里市
- 秋山源兵衛（元衆議院議員）：安房郡北条村（現館山市）
- 石田三示（元衆議院議員）：鴨川市
- 石橋一弥（元衆議院議員、東金市長）：東金市
- 伊能繁次郎：佐原町（のちの香取市）生まれ
- 井上裕（元衆議院議員、元参議院議員、文部大臣）：成田市
- 鵜澤總明（貴族院議員、元明治大学総長、極東国際軍事裁判の日本側弁護団長）
- 臼井荘一・臼井日出男（元衆議院議員）：千葉市
- 内山晃（元衆議院議員）：柏市
- 太田和美（元衆議院議員、柏市長）：柏市
- 岡島正之（元衆議院議員、競輪選手）：市原市
- 柏原文太郎（元衆議院議員、東亜同文会設立の功労者）：成田市
- 金子健一（元衆議院議員）：一宮町
- 金瀬俊雄（元衆議院議員）：富津市
- 川口為之助（元参議院議員、元千葉県知事、千葉日報社長）
- 川島正次郎（元衆議院議員、自民党幹事長・副総裁）：市川市
- 木内重四郎（元貴族院議員）：山武郡
- 木倉和一郎（元衆議院議員、佐倉市長）：佐倉市
- 木村哲也（元衆議院議員）：船橋市
- 黒田雄（元衆議院議員）：千葉市
- 小岩井清（元衆議院議員）
- 佐藤泰三（元参議院議員）：勝浦市
- 椎名一保（元参議院議員）：銚子市
- 始関伊平（元衆議院議員、建設大臣）：市原郡（のちの市原市）
- 重城保（元衆議院議員、千葉県の初代県議会議長）：木更津市
- 実川幸夫（元衆議院議員）
- 白須賀貴樹（元衆議院議員）：流山市
- 白鳥敏夫（元衆議院議員・東京帝国大学法科大学 イタリア大使）
- 新村勝雄（元衆議院議員、野田市長）：東葛飾郡福田村（のちの野田市）
- 鈴木隆 (政治家)（元衆議院議員）：市原市
- 須藤浩（元衆議院議員）：四街道市
- 染谷誠（元衆議院議員）
- 泰道三八（元衆議院議員）
- 高橋誉冨（元参議院議員）：佐倉市
- 田中甲（元衆議院議員）：市川市
- 田中昭一 (千葉県の政治家)（元衆議院議員）：船橋市
- 田沼隆志（元衆議院議員、県議会議員）：千葉市
- 中後淳（元衆議院議員）
- 鶴岡洋（元衆議院議員、元参議院議員）：佐倉市
- 寺島隆太郎（元衆議院議員）：香取郡干潟町（のちの旭市）
- 富田茂之（元衆議院議員）：銚子市
- 中村庸一郎・ 中村正三郎 (政治家)（元衆議院議員）：南房総市
- 西村茂樹（元貴族院議員・思想家・教育家）：佐倉市
- 浜田幸一（元衆議院議員、引退後タレントに転身）：富津市
- 浜野昇（元衆議院議員・初の医学士の衆議院委員）：佐倉市
- 林大幹（元衆議院議員）：東庄町
- 松本和那・松本和巳（元衆議院議員）：松戸市
- 水田三喜男（元衆議院議員、城西大学創設者）：曽呂村（のちの鴨川市）
- 水野清（元衆議院議員）：成田市
- 水野智彦（元衆議院議員）：勝浦市
- 村越祐民（元衆議院議員、市川市長）：市川市
- 森矗昶・森曉・森清・森美秀（元衆議院議員）：勝浦市
- 山村新治郎 (10代目)・山村新治郎 (11代目)（元衆議院議員） - 11代目はよど号ハイジャック事件の「身代わり新治郎」：佐原市（現香取市）
- 吉植庄亮（元衆議院議員、俗称は「百姓議員」）：成田市

#### 県議会議員
現職
- 田沼隆志
- プリティ長嶋：白子町（ものまねタレント）
- 本間進

### 司法関係

#### 裁判官
- 安藤裕子（裁判官、元高松高等裁判所長官、国家公安委員）
- 三代川三千代（裁判官）
- 須藤典明（裁判官、東京地方裁判所部総括判事（第23民事部））
- 鶴岡稔彦（裁判官、東京地方裁判所部総括判事（民事第44部））

#### 弁護士
- 清古平吉（弁護士、立憲政友会千葉支部幹事）

### 公安関係

#### 警察官
- 逸見宗助（警視庁本部武術課・撃剣専務教師）：佐倉市
- 櫻井勝（近畿管区警察局長）
- 高橋清孝（警視総監、内閣危機管理監）

#### 自衛官

##### 陸上自衛隊
- 高品武彦（東京出身、本籍は千葉県、第14代陸上幕僚長、第11代統合幕僚会議議長）
- 石井政雄（第20代陸上幕僚長、第17代統合幕僚会議議長）：松戸市

##### 海上自衛隊
- 落合畯（元海将補、自衛隊ペルシャ湾派遣指揮官）：長柄町（出生は神奈川県横須賀市）

##### 航空自衛隊
- ロック岩崎（元二等空佐、エアショーパイロット）：船橋市

#### 旧帝国軍人

##### 陸軍
- 鈴木孝雄（陸軍大将）：野田市
- 赤井春海（陸軍中将）：佐倉市
- 大築尚志（陸軍中将）：佐倉市
- 高品彪（陸軍中将）：匝瑳市
- 斎藤力三郎（陸軍中将）
- 重田徳松（陸軍中将）
- 矢野機（陸軍中将）
- 鈴木貞一（陸軍中将、国務大臣企画院総裁）
- 石井四郎（陸軍軍医中将、731部隊創設者）：加茂
- 安達十六（陸軍少将）
- 吉見精（陸軍大佐）：佐倉市
- 高山信武（陸軍大佐）
- 川島威伸（陸軍少佐）
- 小林友一（陸軍少佐）
- 塚本素山（陸軍少佐）：佐倉市
- 高品武彦（陸軍大尉）
- 伊能繁次郎（陸軍少尉、国務大臣防衛庁長官）

##### 海軍
- 大田実（最終階級は海軍中将、沖縄方面根拠地隊司令官）-「沖縄県民斯ク戦ヘリ…」の電文で著名：長柄町
- 桜井規矩之左右（海軍少将。海軍砲術学校長、巡洋艦「比叡」「松島」「千歳」「橋立」の艦長を歴任）：佐倉市
- 檜貝襄治（軍人・旧大日本帝国海軍大佐・701空飛行隊長・太平洋戦争時の戦闘機の名パイロット）：佐倉市
- 柴勝男（軍人・旧大日本帝国海軍大佐）：佐倉市
- 大野博（軍人・旧大日本帝国海軍少佐）：船橋市

### 国際機関

#### 国際連合
- 赤谷源一（日本人初の国際連合事務次長）：旭市

## 文化人

### 実業家
※五十音順
- 荒川亨（ACCESS創業者・元代表取締役会長）
- 安西浩（東京瓦斯社長・会長）：勝浦市
- 安西正夫（元昭和電工社長・横浜化学会長）：勝浦市
- 飯島延浩（山崎製パン社長・不二家取締役相談役兼任）：市川市
- 石川昭人（株式会社φ（ファイ）代表取締役）：市原市
- 板倉雄一郎（ベンチャー企業家、ベンチャーマトリックス株式会社社長）：船橋市
- 伊藤信吾（男前豆腐店株式会社創業者）：市川市
- 猪野薫（DIC株式会社代表取締役社長）
- 鵜澤静（日清紡ホールディングス社長）：多古町
- 榎本大輔：松戸市
- 尾崎憲一（ベッコアメ・インターネット創業者）：松戸市
- 小原英一（南海電気鉄道社長・会長）
- 尾本信平（三井金属社長・会長・名誉相談役）：大多喜町
- 加瀬豊（双日株式会社の代表取締役社長兼CEO）
- 穐田誉輝（エンジェル投資家、くふうカンパニー取締役会長。「食べログ」を作り「カカクコム」「クックパッド」を育てる）：匝瑳市
- 川城和実（バンダイビジュアル株式会社代表取締役社長）：八千代市
- 草間政一（生まれは葛飾区、元新日本プロレス社長、株式会社草間ビジネスネットワーク代表）：野田市（生まれは葛飾区）
- 鯉沼久史（コーエーテクモゲームス代表取締役社長兼CEO兼COO、コーエーテクモHD代表取締役社長執行役員CEO）
- 小林秀雄（緑地社創業者・社長）
- 佐久間進（サンレー創業者、現グループ会長）
- 佐藤百太郎（日米貿易・百貨店の先駆者、日本領事）：佐倉市
- 杉崎弥重郎（野田クラウン工業を創業、代表取締役社長）：野田市
- 醍醐新兵衛（江戸時代の捕鯨漁業師・安房の捕鯨家）：鋸南町
- 周防郁雄（バーニングプロダクション社長）：市原市
- 経沢香保子（トレンダーズ株式会社創業者）
- 坪井東（三井不動産社長・会長）
- 鳥海巌（丸紅社長）
- 花田力（京成電鉄社長）：市川市
- 萩原吉太郎（北海道炭礦汽船（北炭）社長）
- 福島祥郎（オリエンタルランド代表取締役社長・COO）
- 福田孝（フクダ電子創業者）：印西市
- 福原有信（資生堂創始者）：館山市
- 藤田志穂（G-Revo設立創業者、ギャル社長）：市川市
- 前澤友作（ZOZOTOWN運営会社スタートトゥデイの創業者、代表取締役社長）：鎌ケ谷市
- 牧野元次郎（不動貯金銀行創業者・元頭取）：君津市
- 松戸覚之助（梨農家・二十世紀梨開発者）：松戸市
- 松本清（マツモトキヨシ創業者）・ 松本南海雄（マツモトキヨシ社長）：松戸市
- 茂木賢三郎（キッコーマン副社長、独立行政法人日本芸術文化振興会理事長）：
- 森曉（元昭和電工社長・森コンツェルンの創業者・千葉工業大学第2代理事長）：勝浦市
- 森矗昶：（昭和電工創設者、森コンツェルンの創始者・千葉工業大学設立尽力者）：勝浦市
- 安井理民（総州鉄道会社代表、総武鉄道の創設者の一人）：成東町

### 教育家
- 吉原呼我（教育者）：佐倉市
- 海保漁村（庶民教育に徹した幕末の儒学者）：横芝光町
- 西村茂樹（教育者、明治天皇に洋書の進講、皇太子教育掛、華族女学校校長などを歴任）：佐倉市
- 石川倉次（教育者、静岡生まれ、千葉育ち。日本式点字の考案者）：市原市
- 倉部史記（進路指導アドバイザー、 高大共創コーディネーター）：柏市
- 諏訪哲二（プロ教師の会代表）
- 渡辺辰五郎（教育者）：長南町
- 真板益夫（君津学園理事長）：木更津市
- 米村でんじろう（サイエンスプロデューサー）：市原市
- 柏原文太郎（教育者）：成田市
- 加瀬忠（教育者）：銚子市

### 学者

#### 自然科学
- 数学
  - 高橋卯之助（数学者）：佐倉市
  - 宇野利雄（数学者・京城帝国大学教授・情報処理学会名誉会員）：佐倉市
  - 飯高茂 （数学者）
  - 神保道夫（数学者）

化学
  - 内海喩（化学者・東京工業大学教授・日本大学理工学部教授）

生物
  - 千石正一（動物学者）：松戸市
  - 大野磯吉（海洋生物学者）
  - 小保方晴子（細胞生物学者）：松戸市

地球惑星科学
  - 伊能忠敬（測量による日本最初の全図「伊能図」）：九十九里町、横芝光町、香取市
  - 岡田武松（気象学者）：我孫子市
  - 志田順（地球物理学者）
  - 多田惠藏（日本の地震、火山噴火予知研究者)：船橋市

天文
  - 祖父江義明（天文学者）

工学
  - 市原松平（工学者）：佐倉市
  - 伊東忠太（建築学者・東京帝国大学教授）：佐倉市
  - 小柴保人（土木工学者）：佐倉市

農業
  - 津田仙（農学者）：佐倉市

#### 社会科学
- 法律
  - 鵜澤總明（明治大学総長、極東国際軍事裁判日本側弁護団長）
  - 市原昌三郎（日本の法学者。専門は行政法。一橋大学名誉教授）
  - 長谷部由起子（学習院大学教授。専門は民事訴訟法）
  - 中村和雄（法学者・弁護士）：千葉市
  - 大村敦志（東京大学大学院法学政治学研究科教授。専門は民法
  - 佐瀬昌三（法政大学法学部長・法学博士・弁護士・衆議院議員）　：横芝光町

経済
  - 林正寿（財政学者・早稲田大学教授）
  - 宮島英昭（日本の経済学者。専門は現代日本経済研究、日本経済史）：流山市
  - 藪友良（経済学者・慶應義塾大学准教授）

社会経営
  - 岡田直之（社会学者・元成城大学教授、東洋大学教授）
  - 原田勝弘（社会学者・明治学院大学名誉教授）
  - 法木秀雄（経営学者・早稲田大学教授）：木更津市

#### 人文科学
- 文学
  - 越川芳明（英米文学者・明治大学教授）：銚子市
  - 国松孝二（ドイツ文学者）
  - 斉藤忠利（英米文学者・一橋大学名誉教授）：四街道町（現在の四街道市）
  - 依田學海（漢文学者）：佐倉市

史学
  - 青柳隆志（日本文学者・東京成徳大学日本伝統文化学科准教授）：千葉市
  - 香取秀真（東洋工芸史学者）：佐倉市
  - 石丸久（近代文学者・元早稲田大学教授・元早稲田大学高等学院教諭・元代々木ゼミナール講師）
  - 千葉三郎（東京農業大学第四代学長）
  - 粟屋憲太郎（歴史家）
  - 高尾善希（歴史学者、立正大学非常勤講師）
  - 石田幹之助（東洋史学者・モリソン文庫を拡張した人）：千葉市
  - 色川大吉（歴史家。専門は日本近代史）
  - 白鳥庫吉（東京帝国大学文科大学 東京帝国大学教授）

心理学
  - 西川泰夫（心理学者・上智大学名誉教授）

宗教
  - 都田恒太郎（キリスト教学者・日本聖書協会総主事・青山学院理事）

#### 応用科学
- 医学
  - 関寛斎（江戸時代の蘭方医）：東金市
  - 大多和與四郎（伝染性紅斑を日本で初めて報告した医学者）: 白子町
  - 石井四郎（医学者）
  - 血脇守之助（医学者、野口英世の師・日本歯科医学界の功労者・東京歯科大学の創立者の一人）：我孫子市
  - 川島隆太（医学者）
  - 佐藤進（外科医学の先駆者・日本国パスポート発給第一号）：佐倉市

スポーツ科学
  - 高岡英夫（運動科学者）
  - 坪井玄道（日本の体操教育の功労者）：市川市

#### 総合科学
- 中江百合（料理研究家）：佐倉市
- リュウジ（料理研究家）：千葉市
- 渡辺辰五郎（服装教育先駆者、東京家政大学創設）：長生郡長南町）

### ファッション関係

#### ファッションデザイナー
- 渡辺辰五郎（「渡辺式」といわれる裁縫技術を広め、生涯にわたり裁縫教育と服装文化に貢献した人）：長南町
- 杉野芳子（ドレスメーカー学院創設者）
- 森靖隆
- 近藤しづか（洋服デザイナー）
- 笠原貞男（フラワーデザイナー）
- Sachi（シューズデザイナー）

#### 建築家・インテリアデザイナー・デザイナー
- 鈴木隆之
- 安井武雄：佐倉市
- 元倉眞琴
- 栗生明：市川市
- 中村好文：九十九里町
- 布施茂：千葉市
- 篠原聡子：東金市
- 山口誠：木更津市
- 河内一泰
- 吉田裕一：袖ケ浦市
- 横山公男：船橋市
- 船橋随庵：野田市（土木治水家）

#### 造園家
- 杉井明美（アークヒルズ内アークガーデン専任ガーデナー。千葉大学非常勤講師。）：南房総市
- 若名英治（園芸家、アサガオ研究家）：山武市

### 作家

#### 小説家
- 伊坂幸太郎：松戸市
- 石垣りん（東京都生まれ、千葉育ちの作家）
- 伊藤公平：成田市
- 海堂尊
- 川端裕人：千葉市
- 菊地秀行：銚子市
- 国木田独歩：銚子市
- 桑原水菜
- 近藤啓太郎：鴨川市
- 村山由佳：鴨川市
- 椎名誠：千葉市
- 鈴木隆之
- 高橋治：木更津市
- 立野信之：市原市
- 中沢けい：館山市
- 羊太郎
- 平山寿三郎：佐倉市
- 本岡類
- 龍胆寺雄：佐倉市
- 柏原兵三
- 中野孝次：市川市
- 竜騎士07（推理作家、ゲームクリエイター、ひぐらしのなく頃に、うみねこのなく頃にの生みの親）
- 十文字実香
- 立野信之：市原市
- 東海散士：富津市（明治から大正にかけての政治家・小説家）
- 藤崎武男（作家、ルポライター）

#### 俳人・詩人・歌人
- 斎藤園女（江戸時代の俳人）：船橋市
- 鶯亭金升（明治〜昭和時代の俳人）：船橋市
- 升月亭居山（江戸〜明治時代の俳人）：船橋市
- 太乙庵素英（江戸時代の俳人）：船橋市
- 伊藤源之助
- 伊藤公平：成田市
- 伊藤左千夫：成東町（のちの山武市）
- 香取秀真：佐倉市
- 古泉千樫（孤独な歌人）：鴨川市
- 清水房雄
- 鈴木康文：匝瑳市
- 鈴木真砂女（俳人）：鴨川市
- 田谷鋭
- 中田剛
- 野川隆：千葉市
- 日野百草（上崎洋一）：野田市（編集者、著作家）
- 平野峯郎：君津市
- 細井魚袋：木更津市
- 吉植庄亮（歌人、愛称は農民歌人）：印旛郡本埜村（のちの印西市）
- 米川千嘉子：野田市
- 蕨真（アララギ派の創始者）：山武市

#### 作詞家・作曲家
- 伊藤アキラ（「この木なんの木（日立の樹）」、「進め正太郎（鉄人28号）」、「ひらけ!ポンキッキ」の曲などを担当）
- h-wonder：船橋市
- 斎藤信夫：（童謡「里の秋」「蛙の笛」「夢のお馬車」の作詞家）山武市
- 佐瀬寿一：勝浦市
- 佐藤直紀（第29回日本アカデミー賞・音楽賞を『ALWAYS 三丁目の夕日』で受賞）
- Tatsh
- 弦哲也：銚子市
- 青木秀仁（ゲームミュージックの作曲家、魔神転生・などを担当）：銚子市
- 田嶋勉：柏市（吹奏楽作曲家）
- 山中直治（童謡「かごめかごめ」を採譜して全国に広めた人物として知られる）：野田市
- 熊谷昭（音楽プロデューサー）
- 八木沼悟志（fripSide/ALTIMAのメンバー・アニメ／ゲーム主題歌など）:浦安市
- 桐岡麻季（ゲーム・アニメの作曲家、ANUBIS ZONE OF THE ENDERS・超訳百人一首 うた恋い。などを担当）：市川市
- 中堀海都（現代音楽の作曲家）：浦安市
- 石毛里佳

#### 番組構成作家
- 鈴木おさむ（放送作家、作家・脚本家・演出家・作詞家・ラジオパーソナリティ・タレント・映画監督、妻は森三中の大島美幸）：千倉町（のちの南房総市）
- テリー伊藤（放送作家）：本籍は山武郡横芝光町（東京都出身）
- 美濃部達宏：（放送作家）：松戸市

#### 絵本作家
- いしかわこうじ
- 坂崎千春：市川市

### 映画製作

#### プロデューサー
- 千葉真一：君津市（出生地は福岡県）
- 西村克也（ディレクター）：千葉市稲毛区

#### 映画監督
- 市原剛（映画監督 - 漫画原作者）
- 加瀬聡：館山市（映画監督）
- 田中壱征：柏市（映画監督・脚本家）
- 千葉真一：君津市（出生地は福岡県）

### 漫画家・映像作家

#### アニメーター・キャラクターデザイナー
- 芦田豊雄（『魔神英雄伝ワタル』などのキャラクターデザインを担当）
- アミノテツロー（アニメ演出家、監督）
- 雨宮慶太（映画監督、イラストレーター、キャラクタデザイナー。有限会社クラウド代表）：浦安市
- 大橋慶三（映画監督、脚本家）：浦安市
- 小笠原篤（アニメーター、キャラクターデザイナー、『サクラ大戦TV』等の作画監督を担当
- かんざきひろ / 織田広之（アニメーター、イラストレーター、ミュージシャン）：柏市
- 熊膳貴志（アニメーター、キャラクターデザイナー、『巌窟王』『月面兎兵器ミーナ』の作画監督を担当）
- 今千秋（アニメ演出家、監督）
- 高岡希一（『シティーハンター』の作画監督などを担当）：銚子市
- 西島克彦（アニメーター、監督）
- 長谷川勝己（アニメ脚本家）
- 三井秀樹（アニメ脚本家）
- 渡辺真由美（『きまぐれオレンジ☆ロード』などで作画監督やキャラクターデザイナーを担当）：船橋市

#### 漫画家
- 青野春秋
- 秋山はる
- 安西信行 （『烈火の炎』『MÄR』など）
- いくたたかのん
- 池沢早人師（池沢さとし）：野田市
- 池田さとみ
- 石川森彦
- 市原剛：船橋市
- 犬木栄治
- 岩岡ヒサエ
- 宇佐悠一郎
- うすね正俊
- 大須賀めぐみ
- 大鳥真子
- 岡崎武士：千葉市
- 岡田純子
- 岡田康則
- 岡野剛（のむら剛）（『地獄先生ぬ〜べ〜』など）：柏市
- 貝塚ひろし：夷隅郡御宿町
- 葛西映子
- 柏木ハルコ
- 加瀬あつし『カメレオン』など）：成田市
- 片山まさゆき：旭市
- かとうひろし（代表作は『はるかなる甲子園 駆けろ!大空』など）
- 河あきら：東金市
- 菊田洋之（『ガンバ!Fly high』の作画など）
- 菊池直恵
- 木多康昭（『幕張』など）：千葉市
- 久遠ミチヨシ
- 呉由姫
- こせきこうじ：八街市
- 小林尽
- 小室栄子
- 近藤聡乃
- 逆井五郎
- 坂本あきら
- 咲香里
- 佐々木あかね
- 笹倉綾人
- 沙村広明（『無限の住人』など）：船橋市
- さんりようこ（『B型H系』など）
- 重野なおき（『うちの大家族』など）：千葉市
- 市東亮子：夷隅郡
- 篠原烏童
- 篠原健太
- 柴山薫
- 嶋木あこ
- 霜月かよ子
- 庄司陽子：茂原市
- 白倉由美
- 鈴木祐美子：千葉市
- 住吉文子
- 高階良子：銚子市
- たかなししずえ（『おはよう!スパンク』など）：鴨川市
- 高橋のぼる：野田市
- たかはしみき
- たかや健二：船橋市
- 立原あゆみ：安房郡富浦町（のちの南房総市）
- 田中雅人
- たまちゆき
- ツガノガク
- 月島薫
- つの丸（『みどりのマキバオー』など）
- 道満晴明
- ときた洸一（『機動武闘伝Gガンダム』など）：千葉市
- 時計野はり
- どざむら：船橋市
- 中瀬アサキ
- 中村ゆうひ（イラストレーター、漫画家）：印西市
- なるしまゆり
- 西森博之（『今日から俺は!!』『天使な小生意気』など）：生まれは東京都
- 野間美由紀：千葉市
- 長谷川裕一（『機動戦士クロスボーン・ガンダム』『飛べ!イサミ』など）：佐原市
- 浜岡賢次（『浦安鉄筋家族』など）：浦安市
- 浜田ブリトニー
- 林正之
- PEACH-PIT （『ローゼンメイデン』、『しゅごキャラ!』など）
- 響直美：市川市
- ピョコタン
- 藤島康介（代表作は『逮捕しちゃうぞ』、『ああっ女神さまっ』など）：生まれは東京都
- 星崎真紀（『ひみつな奥さん』など）：船橋市
- 松田円
- まるはま
- 三浦建太郎（『ベルセルク』など）
- 水谷さるころ（漫画家、イラストレーター、グラフィックデザイナー）
- 宮坂香帆
- 迎夏生
- むっく（『とらのあな』関連）：千葉市
- むとうひろし
- 目白花子
- めるへんめーかー
- 本島幸久：市川市
- 本宮ひろ志（『男一匹ガキ大将』、『俺の空』、『サラリーマン金太郎』など）：千葉市
- 森本里菜
- 谷古宇剛
- 山口よしのぶ（『名物! たびてつ友の会』など）
- 山崎峰水（山崎浩）
- 山名沢湖
- 吉田ひろゆき：市川市
- ヨシダプロ：佐倉市
- 米沢りか：柏市
- 渡辺道明

### 芸術家

#### 画家
- 菱川師宣（江戸時代の浮世絵師、見返り美人画等で有名）：鋸南町
- 安藤信哉
- 荒木淳一：千葉市
- 浅井忠：佐倉市（生まれは東京都）
- 小林一枝：洋画家。習志野市出身。山梨県を拠点に活動。
- 櫻井慶治：佐倉市
- 桜田精一：熊本県に生まれの千葉育ち
- 鈴木鵞湖（江戸〜明治時代の絵師）：船橋市
- 吉橋秋月（江戸〜明治時代の絵師）：船橋市
- 石井鼎湖（日本画家）
- 吉橋秋月（日本画家）
- 永倉江村人（九州帝国大学医学部解剖教室嘱託）：佐倉市
- 後藤純男：（日本画家）：野田市
- 後藤仁：（日本画家、アジアの美人画。後藤純男門下）：松戸市在住
- 栗原克実（水墨画家）：野田市
- ロッカクアヤコ
- 流浪馬里奥（水面画家）：松戸市

#### 書家
- 香川松石：佐倉市

#### 写真家
- 安藤豊：銚子市
- 坂口三千代：銚子市
- 櫻田宗久（元モデル・俳優）：木更津市
- シムラユウスケ:（出生は東京都）
- 藤代冥砂
- 星野道夫：市川市
- 山岸伸

#### 彫刻家
- 武志伊八郎信由（宮彫師）：鴨川市
- 石井鶴三：船橋市
- 藤野天光：館山市

#### 工芸家
- 香取秀真：佐倉市
- 香取正彦（人間国宝）：佐倉市
- 津田信夫：佐倉市
- 濤川惣助（七宝家）：下総国鶴巻村（現・千葉県旭市）

#### ゲームクリエイター
- 山内一典（ポリフォニー・デジタル代表取締役、グランツーリスモシリーズの生みの親）：柏市
- 飯田和敏

### 指揮者・演奏家
- 現田茂夫（指揮者）：船橋市
- 吉田裕史（指揮者）
- 金子建志（指揮者）
- 瀬﨑明日香（ヴァイオリニスト）：千葉市
- 菊地成孔（サックス奏者・作曲家・文筆家）：銚子市
- 片山広明（サックス奏者）：野田市
- 植草ひろみ（チェリスト）：船橋市
- 黒川和伸（指揮者）
- 上村昇（チェリスト）：市川市
- 大石将紀（サックス奏者）：松戸市

### 活動家

#### 宗教家・僧侶
- 日蓮（日蓮宗創始者）：鴨川市
- 日親（立正治国論著者、別名は鍋冠り上人）
- 久保角太郎（昭和初期の宗教家・仏教改革者）
- 龍山徳見（禅僧）：香取市
- 霊波之光：野田市（霊波之光の創始者）

#### 思想家
- 坂口弘（元連合赤軍中央委員会書記長、連合赤軍のナンバー3）：富津市
- 荒岱介（日本の左翼活動家）：野田市
- 國分功一郎（哲学者、思想家）

#### 評論家・コラムニスト
- 藤井浩二（鉄道愛好家。元京成電鉄運輸部運転課長）：成田市
- 清谷信一（軍事評論家）：銚子市
- 江畑謙介（軍事評論家）：銚子市
- 田家秀樹（音楽評論家、ノンフィクション作家、音楽番組パーソナリティ、音楽番組監修者、日本放送作家協会会員）：船橋市
- マツコ・デラックス（コラムニスト・タレント）：千葉市

### フリーライター
- 大北浩士（クロスケ）（フリーライター・大仏ハンター・写真家・ミリタリー愛好家）：習志野市
- 河添恵子（ノンフィクション作家）：松戸市
- 平沼義之（フリーライター・廃道愛好家・廃線愛好家・隧道愛好家）：松戸市

## 芸能人

### アイドル
- IMP.
  - 鈴木大河
  - 松井奏
- あいか
- アイドリング!!!元メンバー
  - 江渡万里彩
  - 尾島知佳（Girl〈s〉ACTRY）
  - 長野せりな
- 相葉雅紀（嵐）：千葉市
- ael-アエル-
  - 綾目夏向（元little HOOP : 夏向）
  - 雫月LEE（元THE HOOPERS : Lee）
- 阿部亮平（Snow Man）
- 有岡大貴（Hey! Say! JUMP）
- 飯野かおり
- 池田夏希
- 石川沙織
- 市川みき
- 井上あみな
- 内山珠希
- AKB48グループ
  - AKB48メンバー
    - 佐藤綺星

  - AKB48元メンバー
    - 秋元才加：松戸市
    - 入山杏奈：千葉市
    - 岩佐美咲
    - 大島麻衣：野田市（出生は東京都足立区）
    - 大和田南那
    - 岡﨑ちなみ
    - 片山陽加：船橋市（出生は愛知県）
    - 加藤玲奈
    - 北澤早紀
    - 小嶋菜月：流山市
    - 込山榛香
    - 仲谷明香：市川市（出生は岩手県）
    - 中村麻里子
    - 星野みちる
    - 前田敦子：市川市
    - 茂木忍
    - 森杏奈
    - 吉川七瀬

  - SKE48元メンバー
    - 山内鈴蘭（元AKB48）：市原市

  - SDN48元メンバー
    - 相川友希 : 茂原市
    - 亜希子
    - 大堀恵（元AKB48）：大網白里市
    - 奈津子

  - NMB48元メンバー
    - 石塚朱莉（出生は大阪府）
    - 清水里香
    - 藤江れいな（元AKB48）：鎌ケ谷市

  - HKT48元メンバー
    - 松岡はな
- 薄倉里奈
- 遠藤賀子
- 王崎まりな：八街市
- 大川成美
- 大橋沙代子
- 大溝しいな
- 小倉優子：茂原市
- 小田飛鳥
- 小野愛：野田市
- 小野真弓：流山市
- 折原みか：野田市
- 梶浦愛子
- 鍛治島彩（アップアップガールズ（2））
- 春日沙也加
- CROWN POP
  - 三田美吹
  - 山本花織
- 倉持由香：船橋市
- くりえみ
- 古賀さゆり
- 小林ユリ
- 斉藤遥海
- 酒井彩名：茂原市
- 坂道シリーズ
  - 乃木坂46
    - 小川彩
    - 奥田いろは（出生は神奈川県）
    - 柴田柚菜
    - 松尾美佑

  - 乃木坂46元メンバー
    - 市來玲奈（出生は富山県）
    - 北野日奈子（出生は北海道小樽市）
    - 高山一実：南房総市
    - 星野みなみ
    - 宮澤成良：浦安市

  - 櫻坂46元メンバー
    - 上村莉菜（出生は茨城県牛久市）

  - 日向坂46元メンバー
    - 佐々木久美
- 桜井こずえ
- 桜井紗稀
- さくら学院元メンバー
  - 有友緒心
  - 藤平華乃
- 澤木律沙
- 沢地優佳
- しづか
- 私立恵比寿中学元メンバー
  - 杏野なつ
  - 柏木ひなた
- 神宮寺勇太（Number_i）
- 末永佳子
- 鈴木真夕
- 世古乙羽
- 世古恋羽
- 染谷有香
- 高田あゆみ
- 小鳥遊あず（ネットアイドル）
- 高橋ひかる
- 高橋莉江
- 田中いおな
- 田中聖（元KAT-TUN、元INKT）：柏市
- 田中樹（SixTONES）
- 立花彩野
- 寺嶋由芙
- 傳谷英里香（元ベイビーレイズJAPAN）
- Doll☆Elements
  - 小島瑠那
  - 小森ゆきの
- 富川春美
- 永岡真実：野田市
- 中水あゆみ
- 夏目理緒
- 七瀬由紀子
- 二階堂綾乃（出生は埼玉県）
- 二宮歩美
- 橋本美香
- 橋本良亮（A.B.C-Z）
- 長谷川にか
- 花咲れあ：八千代市
- 早川渚紗（Pimm's）
- 原沙織：佐倉市
- ハロー!プロジェクト
  - 浅倉樹々（つばきファクトリー）
  - 石村舞波（元Berryz工房）
  - 市井紗耶香（元モーニング娘。）：船橋市
  - 入江里咲（Juice=Juice）
  - 大瀬楓（元THE ポッシボー）
  - 川名凜（アンジュルム）
  - 窪田七海（OCHA NORMA）
  - 鈴木愛理（元℃-ute）（生まれは岐阜県岐阜市）
  - 高木紗友希（元Juice=Juice）：松戸市
  - 嗣永桃子（Berryz工房、元カントリー・ガールズ）
  - 夏焼雅（Berryz工房、元PINK CRES.）
  - 前田憂佳（元スマイレージ）
  - 宮本佳林（元Juice=Juice）
  - 室田瑞希（元アンジュルム）
  - 保田圭（元モーニング娘。）：富津市
  - 山岸理子（元つばきファクトリー）
- 柊木りお
- 疋田紗也
- ヒライシカズ美
- 平沢麗奈（Carat：Rena）
- ☆HOSHINO
- 堀井美月
- 堀川早苗：松戸市
- 堀越のり：佐倉市
- 前嶋菜子
- 愛星ゆうな
- 愛永
- 真山れみ
- 繭
- 水沢彩
- 宮崎理奈（元SUPER☆GiRLS）：（出生は大分県、10歳から福岡県に転居）
- 宮田くるみ（現iSPY、元ちゃおガール、元おはガール）
- 宮本彩希
- 森崎愛
- 森田彩華：習志野市
- 矢口聖来
- 山下智久（元NEWS）
- 山下莉奈
- 山邊未夢（東京女子流）
- 山本梓：船橋市
- 屋良朝幸（元Musical Academy）：千葉市
- 吉川ひより（超ときめき♡宣伝部）
- 吉木りさ：浦安市
- ラストアイドルファミリー
  - 石川夏海（1期生 元Love Cocchi）
  - 篠原望（2期生アンダー）
- 和田えりか（元Tomato n' Pine）

### お笑い芸人
- あご勇：いすみ市（旧・大原町）
- あれきさんだーおりょう：匝瑳市
- AMEMIYA：佐倉市
- 飯塚悟志（東京03）：木更津市
- 石出奈々子：松戸市
- イマニヤスヒサ
- 氏家裕子（元金魚ばち）：館山市
- 内海桂子(漫才)：銚子市
- エド・はるみ：市川市
- 川本成（あさりど）：船橋市
- 菊地浩輔（チーモンチョーチュウ）
- 劇団ひとり（元スープレックス）：千葉市
- 小島よしお：千葉市（生まれは沖縄県）
- コンタキンテ：鎌ケ谷市
- 篠塚満由美
- 白井鉄也（チーモンチョーチュウ）：印旛郡酒々井町
- 鈴川絢子：習志野市
- ズドン(ピン芸人)：松戸市
- 高木ブー：柏市（出生地は東京都豊島区）
- 高松新一（オジンオズボーン）：成田市
- トミドコロ：松戸市
- にしおかすみこ：市川市（生まれは佐倉市）
- 猫ひろし：市原市
- パペットマペット：佐倉市
- ヒデ（ペナルティ）：船橋市
- プリティ長嶋：白子町
- ホリ：白井市
- マグナム小林：千葉市
- まちゃまちゃ：君津市
- 八島広樹（EE男）：千葉市
- マンボウやしろ（ニューカリカ）：館山市
- 山里亮太（南海キャンディーズ）：千葉市
- 山野拓也（ブラックパイナーSOS）
- 安田義孝（ドドん）：船橋市
- ゆうたろう：成田市
- ラッシャー板前（たけし軍団）：松戸市
- 渡辺正行（コント赤信号）：いすみ市（旧・夷隅町）

### タレント
- 相原玲（大森玲子）：船橋市（北海道生まれ）
- 揚田亜紀
- 雨宮朋絵：松戸市
- 荒井祥恵
- 石井香織
- 石原朋香
- 石渡奈緒美：市原市
- 入山学：船橋市
- 岩井優香里
- 上西萌々
- 柏木美里
- 加藤純一
- 加藤みづき
- 川幡由佳：船橋市
- 川村ゆきえ：我孫子市（北海道生まれ）
- 皆藤愛子：四街道市（栃木県真岡市生まれ）
- 栗田萌
- 古賀さゆり
- 小島瑠璃子：市原市
- 御寺ゆき：八街市（育ちは柏市）
- 佐久間絢子
- 佐久間信子：匝瑳郡野栄町（のちの匝瑳市）
- 片岡未来：銚子市
- 桜井せな
- さとう珠緒：船橋市
- 佐藤未歩
- 佐藤弥生：野田市
- しいなまお
- 篠舞衣
- 島田律子：千葉市
- 嶋野蘭
- 清宮佑美：佐倉市
- 千石正一：松戸市
- 鈴木千絵里
- 高樹マリア
- 田中沙斗子（生まれは北海道）
- 田中美和子：船橋市（出生は東京都）
- 谷一歩
- 千秋：市原市
- ちはる：市川市
- 友田安紀
- 富川春美（元おニャン子クラブ）：市川市
- 福田麻衣
- 永田杏子：松戸市
- 永田ルリ子（元おニャン子クラブ）：船橋市
- 夏木ゆたか：銚子市
- 仁藤優子：千葉市
- 根本はるみ：市原市
- 野仲美貴：柏市
- 花咲れあ：八千代市
- 飛留間恵
- 細川ふみえ：我孫子市
- 水山瑠美：柏市
- 三浦奈保子
- 宮本りお
- 諸岡なみ子
- 諸岡ひとみ
- 諸岡愛美：八街市
- 藤崎仁美
- 由良ゆら
- 横田睦美（元おニャン子クラブ）：千葉市
- 吉田ユウ
- 吉野紗香：千葉市

### 俳優
- 愛染恭子：野田市
- 相葉健次
- 相葉裕樹
- 青山倫子
- 浅野温子：佐倉市（東京都生まれ）
- 麻生久美子：山武市
- 阿部サダヲ：松戸市
- 天野勝弘：東金市（元NHK体操のお兄さん）
- 有沢比呂子
- 安藤希：千葉市
- 飯塚由衣
- 碇由貴子
- 伊崎充則：習志野市
- 石丸椎菜
- 伊藤淳史：船橋市
- 伊藤沙莉
- 伊藤隆大：船橋市
- 初代市川団十郎（歌舞伎俳優）：出身については諸説あるが成田市とする説がある（江戸歌舞伎の先駆者、歌舞伎荒事芸の祖）
- 市原悦子：千葉市
- 岩崎ひろみ：八千代市
- 上原風馬：木更津市
- 宇津井健：千葉市
- 占部房子：船橋市
- 永徳（旧・大岩永徳、アクション俳優）
- 江野沢愛美
- 江本純子
- 遠藤あど
- 遠藤要：野田市
- 大野さき
- 岡本光太郎
- 岡亮
- 小川ローザ：成東町
- 小川涼
- 小椋梨央
- 小澤亮太：館山市
- 押田柊
- 忍成修吾：千葉市
- 小高早紀
- 海宝あかね：市川市
- 海宝直人：市川市
- 春日由輝
- 加賀美早紀：佐倉市
- 加瀬尊朗：佐原市
- 亀井有馬
- 鴨志田えみり
- 唐田えりか：君津市
- 河野達郎
- きたろう（シティボーイズ）：市川市
- 木村拓哉（元SMAP）：千葉市（生まれは東京都）
- 木村真那月
- 清浦夏実
- 清川虹子：松戸市
- 桐谷美玲：市原市
- 黒木辰哉
- 熊谷彩春：佐倉市
- 桑江咲菜
- 桑島真里乃
- 小林直己（EXILE、三代目J Soul Brothers）：印西市
- 斉藤美絵子：市川市
- 酒井良太：船橋市
- 崎山つばさ
- 桜井幸子：大網白里市
- 桜田ひより
- 笹本玲奈：柏市
- 佐戸井けん太
- 佐藤恵利
- 佐藤詩音
- 佐藤初
- 末広透
- 末広ゆい
- 鈴木理子：千葉市美浜区
- 砂川政人
- 菅谷哲也
- 関谷ますみ：柏市
- 瀬戸利樹
- 高木美保：松戸市
- 高倉みゆき：銚子市
- 高品格：海上郡飯岡町（のちの旭市）
- 高梨臨
- 高野八誠
- 高橋英樹：木更津市
- 髙橋郁哉：松戸市
- 滝口幸広
- 滝田栄：印西市
- 竹脇無我
- 田中美奈子：船橋市
- 地井武男：匝瑳市（旧・八日市場市）
- 千葉真一：君津市（出生地は福岡県）
- 恒吉梨絵
- 椿隆之
- つみきみほ：市川市
- 勅使瓦武志
- 戸田愛子
- 長尾奈奈：浦安市（生まれは宮崎県）
- 中尾彬：木更津市
- 永島敏行：千葉市
- 中原果南：市原市
- 並樹史朗：千葉市
- 森部万友佳：佐倉市
- 中村久美：松戸市
- 中村繁之：千葉市
- 中村唯：東金市
- 中山優貴
- 仲村トオル：流山市（生まれは東京都）
- 仲村瑠璃亜
- 西脇美智子：船橋市
- 橋口恵莉奈
- 橋本乃依
- 長谷川京子：柏市
- 濱田龍臣
- 馬場良馬
- 早川雪洲：南房総市（日本人初のハリウッドスター、国際的映画俳優）
- 早瀬憩
- ハヤテ真青（アクション俳優）：船橋市（生まれは北海道）
- 速水亮：君津市
- 原知宏（元ジャニーズJr.）：柏市
- 東山千栄子：佐倉市（大正・昭和期の女優）
- 藤木直人：佐倉市（生まれは岡山県）
- 堀越涼
- 真木よう子：印西市
- 松本幸四郎 (初代)（歌舞伎俳優）：小見川町（のちの香取市）
- 町田マリー
- 水谷妃里：木更津市
- 三ツ木清隆：市川市
- 村木藤志郎(うわの空・藤志郎一座):習志野市(生まれは東京都大田区)
- 持田真樹：船橋市
- 元吉庸泰
- 森下涼子：柏市
- 森迫永依：印西市
- モロ師岡：八街市
- 矢島由紀
- 安原琉那
- 矢作穂香
- 矢吹二朗：君津市
- 山﨑努：松戸市
- 山崎紘菜
- 山田茂
- 結城しのぶ：松戸市
- 柚月美穂
- 吉沢梨絵
- 吉谷彩子
- 渡部みずき

### 宝塚歌劇団
- 水夏希 - 元雪組トップスター
- 北翔海莉 - 元星組トップスター
- 遠野あすか - 元星組トップ娘役
- 愛月ひかる - 元星組男役
- 則松亜海 - 元雪組娘役
- 鳳月杏 - 月組トップスター
- 綺城ひか理 - 花組男役
- 一之瀬航季 - 花組男役

### モデル
- 相葉香凛
- 相葉健次
- 愛里（田中愛里）
- 有村果夏
- 飯豊まりえ
- 青木美沙子
- 阿部菜渚美
- AMO
- 池上ゆりか
- 石黒莞士
- 石崎日梨︰袖ケ浦市
- 井之上史織
- 内田安咲美
- 宇井愛美：香取郡
- 臼田あさ美：松戸市
- 江野沢愛美
- 大串知江
- 太田莉菜：四街道市
- 岡本多緒：市川市
- 小川ローザ：成東町（出生地は東京都）
- 押切もえ：松戸市
- KAORI
- 菅野結以
- 小泉梓：銚子市
- 古川美有
- 越川真美
- 寿るい
- 近藤しづか
- 紺野彩夏
- 斉藤夏海
- 佐久間絢子
- 佐久間乃愛
- Sachi：千葉市
- 佐藤ありさ（生まれは北海道）
- 椎名ひかり
- 寿里：市川市
- 菅沼ゆり
- 菅原禄弥
- 関谷瑠紀
- 染谷莉亜奈
- 高嶋芙佳
- 田久保夏鈴
- 土屋ひかる
- 東郷愛弓
- 土岐田麗子
- 仲美由紀
- 中村明花：木更津市
- 中山絵梨奈
- 名取くるみ
- Nanami：木更津市
- 野中葵
- 葉月美優
- 東野佑美
- 広田恵子
- 福田麻衣
- 藤田志穂
- 星乃あんな
- 村田莉
- 森靖隆
- 8467
- 湯上響花
- YUFUKO
- 吉田愛璃：八街市
- Lie

### 落語家
- 鈴々舎馬風（5代目）：野田市 - 落語協会元会長。
- 三遊亭遊朝：成田市
- むかし家今松 (7代目)：松戸市
- 桂米助（ヨネスケ）：市原市 - タレント活動（特にTVコーナー『突撃!隣の晩ごはん』）が有名。
- 吉原朝馬 (4代目)：多古町
- おきらく亭はち好：市川市
- 金原亭龍馬：千葉市
- 金原亭馬治：千葉市
- 三遊亭金遊：香取市
- 三遊亭笑遊：船橋市
- 三遊亭楽麻呂：船橋市
- 三遊亭とん楽：柏市
- 三遊亭遊雀：船橋市
- 三遊亭遊かり
- 三遊亭律歌：白子町
- 古今亭菊之丞：市川市
- 柳亭左龍 (6代目)：柏市
- 桂南なん
- 桂文雀：四街道市
- 柳家三之助：銚子市
- 春風亭一之輔：野田市
- 春風亭小柳枝 (7代目)：野田市
- 春風亭昇々：松戸市
- 柳亭芝楽 (11代目)：木更津市
- 立川吉幸：勝浦市
- 立川こしら：東金市
- 立川志ら玉：鎌ケ谷市
- 立川談修：船橋市
- 雷門小助六：松戸市
- 川柳つくし：市川市
- 三遊亭金朝（4代目）：成田市
- 月の家小圓鏡：松戸市
- 桂右女助 (4代目)：横芝光町 - 千葉文学賞受賞
- 桂伸衛門：習志野市

### 浪曲師
- 澤孝子：銚子市
- 国本武春：下総町（現・成田市）
- 二代目東家浦太郎：匝瑳市
- 春日井梅鴬：初代、二代目ともに市原市鶴舞

### 歌手
- 青山新：浦安市
- 麻田マモル
- 岩佐美咲 - 元AKB48
- 石井明美：館山市
- 市井由理（元歌手・ボーカリスト）
- 植草克秀（少年隊）：千葉市
- 岡晴夫：木更津市（「憧れのハワイ航路」などで有名）
- 荻野目洋子：柏市（柏市生まれ、佐倉市育ち）
- 金沢明子：市川市
- 華原朋美：浦安市（出生地は東京都）
- 加門亮
- 北川理恵
- 倉木麻衣：船橋市
- 佐藤寛之（元光GENJI）：鎌ケ谷市
- 鹿内孝：市川市
- 藤井健
- 藤井健一（プロローラースケーターとして光GENJIのコンサートツアーに12歳で参加。後にプロローラースケートチームのユニット“レッドドルフィンズ”でデビュー）
- 藤岡麻美：出生地は福島県
- ムーディー長妻：山武市
- 守屋浩
- 横須賀ゆめな：松戸市（出生地は北海道）
- 中谷あすみ

### シンガーソングライター
- AYUSE KOZUE
- 石橋英子：茂原市
- イダセイコ：白子町（長生郡）
- 生田敬太郎
- 大野靖之
- 大橋トリオ
- 奥華子：船橋市
- カジヒデキ：富津市
- 神田莉緒香：浦安市
- 小松優一
- 京田未歩：佐倉市
- 高橋涼子：船橋市
- MoJo
- 本木美沙
- 藤木直人：佐倉市
- 中原めいこ：四街道市
- ナオト・インティライミ：千葉県野田市（三重県亀山市生まれ）
- 南壽あさ子：市川市
- 龍之介

### ミュージシャン
- 有村竜太朗（Plastic Tree）
- 伊藤大介（Something ELse）：野田市
- 今泉泰幸（スキップカウズ）
- O-JIRO（PENICILLIN）
- 大木温之（Theピーズ）：成田市
- 大木知之（TOMOVSKY、元カステラ）：成田市
- 大久保伸隆（Something ELse）：流山市
- 小名川高弘（CHARCOAL FILTER）：柏市（生まれは大分県）
- 小野満：市原市
- 岸利至（abingdon boys school）：柏市
- 菊地成孔：銚子市
- Kyo（D'ERLANGER、BUG、元DIE IN CRIES）：市川市
- 杏子（BARBEE BOYS）：千葉市（生まれは長野県）
- サエキけんぞう（パール兄弟）：市川市
- 城島茂（TOKIO）：市原市（育ちは奈良県）
- 竹原ピストル（野狐禅）
- DABO
- 寺田恵子：船橋市
- 中村正人（DREAMS COME TRUE） (出生地は東京都調布市)
- 灰野敬二
- 長谷部徹（元アンク、元ザ・スクェア）：習志野市
- パッパラー河合（爆風スランプ）：柏市
- 日倉士歳朗：印西市
- ヒダカトオル：船橋市
- 松崎麻矢（元Favorite Blue、元mamydrop）：八千代市
- 角野隼斗（ピアニスト)：八千代市
- motsu（m.o.v.e）：柏市
- ゆうや（シド）
- yukihiro（L'Arc〜en〜Ciel、元DIE IN CRIES）：市川市
- Reds☆（AURA）：四街道市
- ルイ（SCREW）：千葉市(神奈川県横浜市出身、千葉市育ち)
- MaL（ヒューマンビートボックス）
- 矢野晴人（Non Stop Rabbit）

### バンド
- X JAPAN
  - TOSHI：館山市
  - YOSHIKI：館山市
  - PATA：千葉市
  - TAIJI：市川市
- ELLEGARDEN
  - 細美武士
- BUMP OF CHICKEN
  - 直井由文：佐倉市
  - 藤原基央：佐倉市（秋田県生まれ、佐倉市育ち）
  - 升秀夫：佐倉市
  - 増川弘明：佐倉市
- 神聖かまってちゃん
- 氣志團
  - 綾小路翔：君津市
  - 早乙女光：富津市
  - 白鳥雪之丞：木更津市
- Plastic Tree
  - 有村竜太朗：千葉市
  - 長谷川正：千葉市
- girugämesh（ギルガメッシュ）
- ゴールデンボンバー
  - 歌広場淳
- Base Ball Bear
- SOFTBALL
- TOM★CAT
- NICOTINE
- milktub
- 四街道ネイチャー
- ねごと
- それでも世界が続くなら
- kamomekamome
- Switch Style
- Buddhistson
- fly sleep fly
- SHORT LEG SUMMER
- yEAN
- Halo at 四畳半
- Most Lady Killer
  - U-to：船橋市

### グループ・デュオ
- FLIP FLAP：船橋市

### 声優
- 赤羽根健治
- 青柳隆志
- 秋谷智子
- 亜月ちえみ
- 雨森雅司
- 新川愛実
- 石原夏織（元ゆいかおりほか）
- 井ノ上奈々：印西市
- 色川京子
- 岩居由希子
- 石毛佐和
- 榎あづさ
- 太田哲治
- 大坪由佳
- 大西沙織
- 大平あひる
- 雄賀多あや
- 加藤有生子
- 神谷浩史：松戸市
- 萱沼千穂：松戸市
- 川勝亮太郎
- 河瀬茉希
- 楠田亜衣奈（μ's）:習志野市
- くればやしたくみ
- 桑原敬一：八千代市
- 小林通孝：茂原市
- 小林由美子：八日市場市（現・匝瑳市）
- 小日向美香
- 近藤玲奈
- 阪田伊都
- 佐久間紅美：千葉市
- 櫻井智：市川市
- 下屋則子[10]
- 真堂圭
- 曽我部和恭
- 高木早苗
- 高木美佑（元Wake Up, Girls!）
- 高木渉[11]
- 橘美來[12]
- 高乃麗：東金市
- 高橋美佳子：船橋市
- 高森奈緒
- 鷹森淑乃[13]
- 高柳知葉
- 滝口順平
- 辻森梓咲
- 冬馬由美
- 徳井青空（μ's、元ミルキィホームズ）：南房総市
- 中島裕美子
- 仲谷明香（元AKB48）：市川市（生まれは岩手県）
- 夏川椎菜（TrySail）
- 西村ちなみ
- 西村知道
- 能登有沙
- 橋本涼子
- 原田彩楓
- 日高里菜
- 福原香織：木更津市
- 藤崎桃子
- 氷青
- 松島みのり
- 松本保典：松戸市
- マルヤマタケシ
- 水原薫
- 三石琴乃：流山市[14]（生まれは東京都）
- 宮沢小春[15]
- 箭内仁
- 山崎エリイ
- 悠木碧：山武市[16]
- ゆかな：富津市[17]
- 吉野裕行
- 渡辺明乃：船橋市[18]
- 渡辺久美子

### YouTuber
- 加藤純一
- だいにぐるーぷ（岩田涼太、土井谷誠一、飯野太一、西尾知之、加藤翔、須藤祥）:習志野市津田沼
- めいちゅん
- きいた：松戸市（バンカラジオ）

## スポーツ関係者

### 野球
- 括弧内は選手・指導者歴共に、最終所属球団である。所属履歴は本文記事参照の事。

#### 現役プロ野球選手
- 粟飯原龍之介（横浜DeNAベイスターズ）：香取市
- 秋広優人（読売ジャイアンツ）：船橋市
- 秋山正雲（千葉ロッテマリーンズ）：流山市
- 有薗直輝（北海道日本ハムファイターズ）：旭市
- 池田来翔（千葉ロッテマリーンズ）：八千代市
- 石橋康太（中日ドラゴンズ）：四街道市
- 伊藤翔（メキシコシティ・レッドデビルズ）：匝瑳市
- 伊藤将司：（阪神タイガース）：山武郡
- 岩嵜翔（中日ドラゴンズ）：船橋市
- 宇野真仁朗（福岡ソフトバンクホークス）：浦安市
- 上沢直之（福岡ソフトバンクホークス）：松戸市
- 岡本直也（千葉スカイセイラーズ）：千葉市稲毛区
- 及川雅貴（阪神タイガース）：匝瑳市
- 加藤貴之（北海道日本ハムファイターズ）：南房総市
- 金久保優斗（東京ヤクルトスワローズ）：八千代市
- 唐川侑己（千葉ロッテマリーンズ）：成田市
- 菊地ハルン（広島東洋カープ）：市川市
- 木澤尚文（東京ヤクルトスワローズ）：船橋市
- 郡司裕也（北海道日本ハムファイターズ）：市原市
- 小林慶祐（オイシックス新潟アルビレックスBC）：佐倉市（生まれはベルギー・ブリュッセル）
- 近藤健介（福岡ソフトバンクホークス）：千葉市緑区
- 齊藤伸治（高知ファイティングドッグス）：市原市
- 坂倉将吾（広島東洋カープ）：印旛郡酒々井町
- 重信慎之介（読売ジャイアンツ）：佐倉市
- 鈴木健矢（広島東洋カープ）：袖ケ浦市
- 鈴木康平（東京ヤクルトスワローズ）：鎌ケ谷市
- 清宮虎多朗（北海道日本ハムファイターズ）：八千代市
- 高梨裕稔（東京ヤクルトスワローズ）：茂原市
- 高橋礼（読売ジャイアンツ）：松戸市
- 髙山俊（オイシックス新潟アルビレックスBC）：船橋市
- 瀧本将生（オイシックス新潟アルビレックスBC）：市川市
- 立松由宇（千葉ロッテマリーンズ）：松戸市
- 田宮裕涼（北海道日本ハムファイターズ）：山武市
- 津留﨑大成（東北楽天ゴールデンイーグルス）：鎌ケ谷市
- 長岡秀樹（東京ヤクルトスワローズ）：船橋市
- 中村亮太（千葉ロッテマリーンズ）：四街道市
- 行木俊（北九州下関フェニックス）：山武市
- 西川僚祐（くふうハヤテベンチャーズ静岡）：船橋市
- 早川隆久（東北楽天ゴールデンイーグルス）：山武郡
- 藤平尚真（東北楽天ゴールデンイーグルス）：富津市
- 丸佳浩（読売ジャイアンツ）：勝浦市
- 宮内春輝（北海道日本ハムファイターズ）：匝瑳市
- 山下輝（東京ヤクルトスワローズ）：木更津市
- 吉野創士（東北楽天ゴールデンイーグルス）：浦安市
- 涌井秀章（中日ドラゴンズ）：松戸市
- 度会隆輝（横浜DeNAベイスターズ）：市川市

#### プロ野球監督・コーチ（現役のみ）
- 相川亮二（横浜DeNAベイスターズチーフ作戦兼バッテリー）：市川市
- 阿部慎之助（読売ジャイアンツ監督）：浦安市
- 石井弘寿（東京ヤクルトスワローズ投手コーチ）：市原市
- 大塚晶文（中日ドラゴンズ投手コーチ）：千葉市花見川区
- 小笠原道大（読売ジャイアンツ三軍打撃コーチ）：千葉市美浜区
- 金子誠（千葉ロッテマリーンズ戦略コーチ）：我孫子市
- 澤﨑俊和（YKSホワイトキングス監督）：千葉市若葉区
- 島崎毅（北海道日本ハムファイターズ二軍投手コーチ）：成田市
- 勝呂壽統（高知ファイティングドッグス野手コーチ）：船橋市
- 土橋勝征（東京ヤクルトスワローズ二軍育成チーフコーチ）：船橋市
- 橋上秀樹（新潟アルビレックスBC監督）：船橋市
- 福浦和也（千葉ロッテマリーンズヘッド兼打撃コーチ）：習志野市
- 古城茂幸（読売ジャイアンツ二軍内野守備兼走塁コーチ）：柏市
- 和田豊（阪神タイガース二軍監督）：松戸市

#### 元プロ野球選手
- 相内誠（埼玉西武ライオンズ）：旭市
- 秋葉直樹（読売ジャイアンツ）
- 浅間敬太（千葉ロッテマリーンズ）：千葉市
- 荒井修光（日本ハムファイターズ）：我孫子市
- 安藤正則（西武ライオンズ）：千葉市
- 新井彰（東京オリオンズ）
- 在原兵次（大洋ホエールズ）：袖ヶ浦町（現：袖ケ浦市）
- 有吉優樹（横浜DeNAベイスターズ）：大網白里市
- 飯島滋弥（大映スターズ、東映フライヤーズコーチ）：匝瑳市（旧・八日市場市）
- 五十嵐亮太（東京ヤクルトスワローズ）：千葉市（北海道留萌市生まれ）
- 石井一久（東北楽天ゴールデンイーグルス監督）：千葉市若葉区
- 石毛博史（阪神タイガース）：銚子市
- 石毛宏典（福岡ダイエーホークス、四国アイランドリーグ創始者）：旭市
- 石原繁三（大和軍）
- 石原修治（近鉄バファローズ）
- 石原照夫（東映フライヤーズ、コーチ）：成田市
- 板沢峰生（西武ライオンズ）：流山市
- 市原明（阪急ブレーブス）
- 市原稔（南海ホークス、コーチ）
- 伊藤健太郎（東京巨人軍）
- 伊藤真（ヤクルトスワローズ）：市原市
- 井上貴朗（千葉ロッテマリーンズ）：習志野市
- 井上雄介（東北楽天ゴールデンイーグルス）：茂原市
- 伊与田一範（千葉ロッテマリーンズ）：千葉市花見川区
- 井領雅貴（中日ドラゴンズ）：四街道市
- 岩舘学（北海道日本ハムファイターズ）：成田市
- 上野啓輔（東京ヤクルトスワローズ）：船橋市
- 宇佐美和雄（西鉄ライオンズ）
- 鵜沢達雄（西武ライオンズ）：東金市
- 宇野勝（千葉ロッテマリーンズ、中日ドラゴンズコーチ）
- 江田昌司（阪神タイガース）：船橋市
- 遠藤伸久（阪神タイガース）：旭市
- 大河原翔（東北楽天ゴールデンイーグルス）：千葉市
- 大木勝年（ヤクルトアトムス）：東金市
- 大塚賢一（西武ライオンズ）：習志野市
- 大野和哉（読売ジャイアンツ）：葛飾郡沼南町（現：柏市）
- 大野雄次（ヤクルトスワローズ）：富津市
- 小笠原孝（中日ドラゴンズ）：船橋市
- 小川淳司（日本ハムファイターズ、東京ヤクルトスワローズ監督）：習志野市
- 小川祥志（中日ドラゴンズ）：船橋市
- 小川龍也（モンテレイ・サルタンズ）：千葉市花見川区
- 小川史（福岡ソフトバンクホークス）：浦安市
- 小川博文（横浜DeNAベイスターズ）：館山市
- 小川善治（大映ユニオンズ、ヤクルト二軍監督）：千葉市
- 押尾健一（東京ヤクルトスワローズ）：横芝光町
- 押本健彦（東京ヤクルトスワローズ）：流山市
- 小沼健太（読売ジャイアンツ）：旭市
- 尾上旭（近鉄バファローズ）：銚子市
- 掛布雅之（阪神タイガース）：千葉市（新潟県三条市生まれ）
- 片岡保幸（埼玉西武ライオンズ、読売ジャイアンツ）：千葉市花見川区 ※現役時の表記は「易之」及び「治大」
- 加藤博人（東京ヤクルトスワローズ、愛媛マンダリンパイレーツコーチ）：八千代市
- 加藤正次（ヤクルトスワローズ）
- 金子圭輔（福岡ソフトバンクホークス）：君津市
- 鎌田光津希（千葉ロッテマリーンズ）：匝瑳市
- 川島亮（東北楽天ゴールデンイーグルス）：習志野市
- 北川芳男（読売ジャイアンツ、近鉄バファローズコーチ）：佐原市（現：香取市）
- 木樽正明（ロッテオリオンズ）：銚子市
- 木村茂（福岡ダイエーホークス）
- 清田育宏（埼玉武蔵ヒートベアーズ）：鎌ケ谷市
- 工藤友也（中日ドラゴンズ）
- 窪田淳（オリックス・ブルーウェーブ）：銚子市
- 栗田雄介（興農ブルズ）
- 黒田真治（読売ジャイアンツ）
- 後関昌彦（近鉄バファローズ）：鎌ケ谷市
- 小林正之（広島東洋カープ、阪神タイガースコーチ）
- 小宮山悟（千葉ロッテマリーンズ）：柏市
- 齋藤圭祐（THINKフィットネス・GOLD'S GYMベースボールクラブ）：いすみ市
- 齋藤俊介（横浜DeNAベイスターズ）：佐倉市
- 斎藤喜（阪急ブレーブス）
- 酒井勉（オリックス・ブルーウェーブ）：船橋市
- 酒井弘樹（台中金剛）：柏市
- 榊原翼（オリックス・バファローズ）：銚子市
- 佐久間浩一（日本ハムファイターズ）
- 桜井伸一（西武ライオンズ）：酒々井町
- 佐々木重徳（国鉄スワローズ）：千葉市
- 佐藤隆彦（千葉ロッテマリーンズ）：市川市
- 佐藤文男（ロッテオリオンズ）
- 佐藤幸彦（千葉ロッテマリーンズ）：千葉市
- 澤井良輔（千葉ロッテマリーンズ）：銚子市
- 重田倫明（福岡ソフトバンクホークス）：八千代市
- 篠塚和典（旧名利夫）（読売ジャイアンツコーチ）：銚子市
- 島田一輝（北海道日本ハムファイターズ、コーチ）：習志野市
- 島田直也（横浜DeNAベイスターズ）：柏市
- 城友博（阪神タイガース）：習志野市
- 城之内邦雄（読売ジャイアンツ）：佐原市（現香取市）
- 菅原道裕（大映スターズ）
- 杉山茂（読売ジャイアンツ、コーチ）
- 杉山翔大（中日ドラゴンズ）：旭市
- 鈴木孝政（中日ドラゴンズ、二軍監督）：蓮沼村（現：山武市）
- 関根知雄（近鉄バファローズ）
- 関根浩史（横浜大洋ホエールズ）
- 関根裕之（北海道日本ハムファイターズ、コーチ）：松戸市
- 染宮修支（ヤクルトスワローズ）：千葉市
- 醍醐恒男（南海ホークス）
- 高市俊（東京ヤクルトスワローズ）：流山市
- 高浦美佐緒（横浜大洋ホエールズ）：木更津市
- 高木晃次（千葉ロッテマリーンズ）：旭市
- 高田博久（横浜ベイスターズ）：市原市
- 高橋郁雄（ヤクルトスワローズ）
- 高橋重行（横浜大洋ホエールズ、阪神タイガースコーチ）：旭市
- 高橋由伸（読売ジャイアンツ、監督）：千葉市中央区
- 多田昌弘（広島東洋カープ）：市原市
- 立川隆史（阪神タイガース）：千葉市美浜区
- 田中章（大洋ホエールズ）
- 田中幸雄 (投手)（中日ドラゴンズ）：流山市
- 立石尚行（北海道日本ハムファイターズ）：習志野市
- 田村藤夫（中日ドラゴンズ）：習志野市
- 知野公昭（横浜ベイスターズ）
- 銚子利夫（広島東洋カープ）：銚子市
- 月山栄珠（阪神タイガース）：柏市
- 土屋正勝（中日ドラゴンズ）：旭市
- 筒井孝（日本ハムファイターズ）：松戸市
- 手嶌智（千葉ロッテマリーンズ）：富津市
- 寺村友和（誠泰コブラズ）：千葉市稲毛区
- 栂野雅史（東北楽天ゴールデンイーグルス）：印旛郡栄町
- 豊倉孝治（太平洋クラブライオンズ）
- 鳥谷部健一（中日ドラゴンズ）：我孫子市
- 名洗将之（日本ハムファイターズ）：銚子市
- 中島克介（ロッテオリオンズ）
- 長嶋茂雄（読売ジャイアンツ） - 球団終身名誉監督、文化勲章受章、国民栄誉賞受賞：臼井町（現：佐倉市）
- 長田昌浩（オリックス・バファローズ）：茂原市
- 長富浩志（福岡ダイエーホークス、三重スリーアローズ監督）：船橋市
- 仲野和男（西武ライオンズ）
- 中村勝広（阪神タイガース）：九十九里町
- 中村典夫（阪神タイガース、コーチ）：市原市
- 中山孝一（阪神タイガース）
- 奈部川勉（西武ライオンズ）
- 根本隆（西武ライオンズ）
- 野口寿浩（東京ヤクルトスワローズ）：習志野市
- 荻原修（日本ハムファイターズ）
- 長谷川勉（阪神タイガース）：富津市
- 服部裕昭（日本ハムファイターズ）：松戸市
- 花島寛己（千葉ロッテマリーンズ）：習志野市
- 早川大輔（オリックス・バファローズ）：浦安市
- 林昌範（横浜DeNAベイスターズ）：船橋市
- 平沼定晴（ロッテオリオンズ）：習志野市
- 福元淳史（福岡ソフトバンクホークス）：茂原市
- 福森耀真（東北楽天ゴールデンイーグルス）：市川市
- 藤崎大輔（日本ハムファイターズ）
- 古川明（ロッテオリオンズ）
- 古谷拓郎（千葉ロッテマリーンズ）：鎌ケ谷市
- 古屋英夫（阪神タイガース）：富津市
- 町田公雄（阪神タイガース）
- 松浦宏明（横浜ベイスターズ）：船橋市
- 眞下貴之（横浜DeNAベイスターズ）：君津市（北海道室蘭市生まれ）
- 松本啓二朗（日本製鉄かずさマジック）：大網白里市・（岩手県盛岡市生まれ）
- 三平孝広（読売ジャイアンツ）
- 宮原秀明（大洋ホエールズ）
- 三輪隆（オリックス・バファローズ）：柏市
- 村上眞一（神戸9クルーズ）
- 村越稔（近鉄バファローズ）
- 村田和哉（福島ホープス）：流山市
- 村山亮介（千葉ロッテマリーンズ）：八千代市
- 望月大希（北海道日本ハムファイターズ）：船橋市
- 森和樹（読売ジャイアンツ）：野田市
- 森繁和（中日ドラゴンズ）：長生郡一宮町
- 森忠仁（阪神タイガース、日本プロ野球選手会事務局長）：千葉市
- 八木政義（オリックス・ブレーブス）：
- 谷沢健一（中日ドラゴンズ・西武ライオンズコーチ）：柏市
- 八島祥司（千葉ロッテマリーンズ）
- 安原政俊（読売ジャイアンツ）：市川市
- 山下斐紹（中日ドラゴンズ）：千葉市美浜区（生まれは北海道札幌市）
- 山下幸輝（横浜DeNAベイスターズ）：君津市
- 山岡勝（近鉄バファローズ）
- 山崎正貴（オリックス・バファローズ）：船橋市
- 山田利昭（東映フライヤーズ）
- 横川史学（読売ジャイアンツ）：千葉市花見川区
- 吉岡興志（阪神タイガース）：佐倉市
- 吉田大成（東京ヤクルトスワローズ）：浦安市
- 吉田裕太（千葉ロッテマリーンズ）：流山市
- 与田剛（中日ドラゴンズ、監督）：君津市
- 渡辺進（ヤクルトアトムズ、コーチ）：銚子市
- 渡邉大樹（オリックス・バファローズ）：松戸市
- 度会博文（東京ヤクルトスワローズ、コーチ）：船橋市

#### その他
（独立リーグなどNPB・MLBに所属しなかったプロ経験者含む）
- 新井勝也 - 元大分B-リングスなど：船橋市
- 飯塚智広 - NTT東日本硬式野球部
- 石井好博 - 習志野高校全国制覇時のエース投手・後に監督でも全国制覇：安房郡千倉町
- 岩井美樹 - 国際武道大学硬式野球部監督
- 江井康胤 - 元東北マークス
- 奥村奈未 - 日本女子プロ野球機構
- 片岡昭吾 - JR東日本硬式野球部コーチ
- 菊池総 - ソウルオリンピック野球日本代表
- 越川昌和 - 元群馬ダイヤモンドペガサス
- 小松崎大地 - 元徳島インディゴソックス。現在、競輪選手
- 斉藤一之 - 元銚子商野球部監督。:佐原市（のちの香取市）
- 齋藤達則 - JR東日本硬式野球部
- 斎藤友夏莉 - 女子野球日本代表：船橋市
- 白坂契 - 読売ジャイアンツトレーニングコーチ、プロ経験なし
- 鈴木秀範 - 新日鐵住金かずさマジック監督
- 鈴木義信 - 日本野球連盟副会長
- 竹本恵 - 元東京大学。東京六大学リーグ史上初の日本人女性選手
- 徳永耕治 - バルセロナオリンピック野球日本代表
- 中原啓吾 - 元福岡ソフトバンクホークストレーナー：船橋市
- 萩原達也 - 元セントラル・リーグ審判員
- 藤田康夫 - 大学、社会人と日本代表選出。ドラフト指名拒否。：山武郡成東町
- 前川善裕 - 1970年代から1980年代にかけての「ミスター社会人」。ドラフト指名拒否。
- 前田三夫 - 帝京高等学校野球部監督：袖ケ浦市
- 三上実穂 - 日本女子プロ野球機構
- 御山真悠 - 日本女子プロ野球機構
- 矢口健一 - 元かずさマジック：木更津市
- 安田真範 - 元東芝野球部。元日本代表
- 和田貴範 - 元かずさマジック

### サッカー

#### 男子サッカー選手
- 秋野央樹（V・ファーレン長崎）：印西市
- 秋山陽介（名古屋グランパス）
- 浅川隼人（ロアッソ熊本）
- 阿部勇樹（浦和レッドダイヤモンズ）：市川市
- 安藤一哉（ガイナーレ鳥取）
- 池田圭太（ITUANOFC）：船橋市
- 池田廉（FC琉球）：船橋市
- 石井秀典（徳島ヴォルティス）: 千葉市
- 石川直樹（北海道コンサドーレ札幌）
- 泉澤仁（ヴァンフォーレ甲府）
- 井出遥也（東京ヴェルディ）：柏市
- 伊藤大介（SC相模原）：市原市
- 乾達朗（ブラウブリッツ秋田）：浦安市
- 井出敬大（柏レイソル）：柏市
- 指宿洋史（湘南ベルマーレ）：流山市
- 今井智基（松本山雅FC）：市川市
- 今瀬淳也（カターレ富山）：市原市
- 植田峻佑（鹿児島ユナイテッドFC）：八千代市
- 内山俊彦（福島ユナイテッドFC）
- 鵜木郁哉（柏レイソル）
- 榎本大輝（徳島ヴォルティス）
- 遠藤敬佑（藤枝MYFC）
- 大久保裕樹（元ジェフユナイテッド市原・千葉）：市原市
- 大谷秀和（柏レイソル）: 流山市
- 大野俊三 （元京都サンガF.C）：船橋市
- 大橋祐紀（湘南ベルマーレ）：松戸市
- 岡野洵（ジェフユナイテッド市原・千葉）：千葉市
- 岡本昌弘（愛媛FC）：千葉市
- 小椋祥平（ヴァンフォーレ甲府）：船橋市
- 音泉翔眞（Y.S.C.C.横浜）
- 尾本敬（ブラウブリッツ秋田）
- 柏瀬暁（元清水エスパルス）：船橋市
- 金子慎二（元ツエーゲン金沢）
- 上條宏晃（ファジアーノ岡山）
- 木島徹也（カマタマーレ讃岐）
- 木島良輔（カマタマーレ讃岐）
- 木村裕（AC長野パルセイロ）：柏市
- 工藤浩平（ジェフユナイテッド市原・千葉）：市原市
- 楠元秀真（カターレ富山）
- 窪田稜（ツエーゲン金沢）：松戸市
- 栗澤僚一（柏レイソル）：松戸市
- 黒氏啓介（Y.S.C.C.横浜）
- 小宮山尊信（元川崎フロンターレ）：船橋市
- 酒井宏樹（オリンピック・マルセイユ、2014W杯日本代表）：柏市
- 櫻川ソロモン（ジェフユナイテッド市原・千葉）：千葉市
- 佐々木宏樹（FC刈谷）：市川市
- 佐々木雅士（柏レイソルU-18）
- 佐藤遵樹（ザスパクサツ群馬）
- 佐藤祥（栃木SC）：千葉市
- 佐藤優也（ジェフユナイテッド市原・千葉）：市川市
- 地頭薗雅弥（サバFA）：船橋市
- 清水健太（カマタマーレ讃岐）：松戸市
- 太洋一（東京23FC）: 野田市
- 白井永地（ファジアーノ岡山FC）：千葉市
- 新里彰平（ブラウブリッツ秋田）
- 鈴木和裕（元水戸ホーリーホック）：船橋市
- 鈴木修人（元ギラヴァンツ北九州）：船橋市
- 鈴木規郎（グローバルFC）
- 砂川誠（元コンサドーレ札幌）：習志野市
- 砂森和也（鹿児島ユナイテッドFC）：千葉市
- 高橋一輝（FFヤロ）：野田市
- 玉田圭司（V・ファーレン長崎、2006・2010W杯日本代表）：浦安市
- 辻周吾（愛媛FC）
- 積田景介（FC琉球）
- 照山颯人（ベガルタ仙台）
- 富田湧也（Honda FC）
- 鳥海晃司（ジェフユナイテッド市原・千葉）
- 鳥養祐矢（FC琉球）：市原市
- 中後雅喜（元東京ヴェルディ1969）
- 鴇田周作（アスルクラロ沼津）
- 永井俊太（元柏レイソル）：千葉市
- 中川洋介（水戸ホーリーホック）：八千代市
- 長澤和輝（浦和レッズ）：市原市
- 中島崇典（ガイナーレ鳥取）
- 中谷進之介（名古屋グランパス）：佐倉市
- 永戸勝也（鹿島アントラーズ）：佐倉市
- 中村敬斗（ガンバ大阪）
- 仲村京雅（Y.S.C.C.横浜）：船橋市
- 中村直志（元名古屋グランパス）：船橋市
- 名良橋晃（元湘南ベルマーレ、1998W杯日本代表）
- 西村慧祐（大宮アルディージャ）
- 二瓶翼（VONDS市原）
- 橋本真人（元グルージャ盛岡）：市川市
- 八角剛史（ギラヴァンツ北九州）
- 服部公太（元サンフレッチェ広島）：習志野市
- 羽生直剛（元ジェフユナイテッド市原・千葉）
- 早矢仕久志（MIOびわこ滋賀）
- 原一樹（ロアッソ熊本）：松戸市
- 兵働昭弘（清水エスパルス）：白井市
- 廣山望（元ザスパ草津）：袖ケ浦市
- ファンティーニ燦（福島ユナイテッドFC）：市川市
- 船山貴之（ジェフユナイテッド市原・千葉）：成田市
- 船山祐二（元東京ヴェルディ）：成田市
- 古川大悟（ジェフユナイテッド市原・千葉）
- 穂積諒（ヴァンラーレ八戸）
- 細谷真大（柏レイソル）
- 増嶋竜也（ジェフユナイテッド市原・千葉）：千葉市
- 真瀬拓海（阪南大学）
- 松本健太（柏レイソル）
- 水野輝（ボーウング・ケット・アンコール）
- 宮内龍汰（元鹿島アントラーズ）
- 宮本拓弥（Y.S.C.C.横浜）
- 三幸秀稔（湘南ベルマーレ）：市川市
- 武藤友樹（松本山雅FC）
- 村井慎二（元ジェフユナイテッド市原・千葉）：千葉市
- 村瀬勇太（ラインメール青森）
- 柳澤亘（FC岐阜）：柏市
- 山岸智（大分トリニータ）：千葉市
- 山田葵士（Y.S.C.C.横浜）
- 山田大樹（鹿島アントラーズ）
- 山ノ井拓己（アビスパ福岡）
- 山本英臣（ヴァンフォーレ甲府）
- 山本凌太郎（Y.S.C.C.横浜）
- 吉川翔梧（ヴァンラーレ八戸）：鎌ケ谷市
- 吉田眞紀人（愛媛FC）：木更津市
- 米倉恒貴（ジェフユナイテッド市原・千葉）：千葉市
- 和田潤（元FC東京）

#### 女子サッカー選手
- 安齋結花（愛媛FCレディース）
- 上野紗稀（サバFA）：松戸市
- 坂井優紀（AC長野パルセイロ・レディース）
- 清水由香（元ジェフユナイテッド市原・千葉レディース）
- 菅澤優衣香（三菱重工浦和レッズレディース)：千葉市
- 角谷瑠菜（ジェフユナイテッド市原・千葉レディース）
- 千野晶子（元ジェフユナイテッド市原・千葉レディース）
- 中村真実（元オルカ鴨川FC）：佐倉市
- 三上尚子（元ジェフユナイテッド市原・千葉レディース）
- 南山千明（岡山湯郷Belle）：市川市
- 宮間あや（元岡山湯郷Belle、北京五輪代表・2011女子ワールドカップ優勝・ロンドン五輪銀メダリスト）：大網白里市
- 山木里恵（元日興證券ドリームレディース）

#### 指導者
- 秋葉忠宏（水戸ホーリーホック監督）
- 荒川友康（京都サンガF.C.普及部コーチ）
- 池上礼一（FC東京普及部コーチ）
- 石井正忠 (大宮アルディージャ元監督)
- 遠藤大志（ソニー仙台GKコーチ）
- 鬼木達（川崎フロンターレ監督）
- 北嶋秀朗（大宮アルディージャヘッドコーチ）
- 酒井直樹（柏レイソルU-15監督）
- 菅原大介（栃木SCヘッドコーチ）
- 鈴木政江（ジェフユナイテッド市原・千葉レディースコーチ）
- 関塚隆（ロンドン五輪日本代表監督）
- 髙木理己（ガイナーレ鳥取監督）
- 茶野隆行（アルビレックス新潟コーチ）
- 布啓一郎（松本山雅FC監督、元市立船橋高校サッカー部監督）
- 羽田憲司 (松本山雅FCコーチ)
- 林晋太郎（FC琉球GKコーチ）
- 平川雅之（柏レイソルテクニカルスタッフ）
- 古川昌明（鹿島アントラーズGKコーチ）
- 松田正俊（ブラウブリッツ秋田ヘッドコーチ）
- 松本拓也（柏レイソルGKコーチ）
- 横谷亮（ヴァンフォーレ甲府アシスタントコーチ）

### ゴルフ
- 青木功：我孫子市
- 飯島茜：八千代市
- 池田勇太：千葉市
- 井上信
- 海老原清治：我孫子市
- 大岩龍一
- 加瀬秀樹：船橋市
- 草壁政治：野田市
- 西郷真央：船橋市
- 佐藤信人：習志野市
- 鷹巣南雄：我孫子市
- 仲宗根澄香：白井市
- 林由郎：我孫子市
- 丸山茂樹：市川市
- 宮瀬博文：君津市
- 飯合肇：我孫子市
- 吉田優利：市川市

### バレーボール
- 今西郁瑠：船橋市（トヨタ車体）
- 蔭山弘道：（富士フイルム）
- 白神守（メキシコ五輪銀メダリスト）：船橋市
- 杉本公雄：（富士フイルム）

### バスケットボール

#### 男子バスケットボール選手
- 阿部諒（Bリーグ・サンロッカーズ渋谷所属）
- 岩佐潤（Sealz.exe所属）：船橋市
- 鵜澤潤（Bリーグ・新潟アルビレックスBBヘッドコーチ）：茂原市
- 遠藤祐亮（Bリーグ・宇都宮ブレックス所属）
- 亀﨑光博（Bリーグ・東京八王子ビートレインズアシスタントコーチ）
- 熊谷渡（元レラカムイ北海道・富山グラウジーズ）
- 佐藤博紀（Bリーグ・千葉ジェッツふなばしアンバサダー）：四街道市
- 藤田将弘（日本体育大学グリズリーヘッドコーチ）
- 星野拓海(元Bリーグ千葉ジェッツふなばし)
- 宮田幸典（元三井生命）
- 原修太（Bリーグ・千葉ジェッツふなばし）：船橋市

#### 女子バスケットボール選手
- 石原愛子（Wリーグ・日立ハイテク クーガーズ所属）
- 磯山絵美（Wリーグ・シャンソンVマジック所属）
- 小菅由香（Wリーグ・三菱電機コアラーズ所属）
- 須田都古（元JOMO）
- 高橋香澄（Wリーグ・日立ハイテク クーガーズ所属）
- 田中利佳（元JXサンフラワーズ）
- 寺田弥生子（Wリーグ・JX-ENEOSサンフラワーズ所属）
- 藤岡恵美衣（元山梨クィーンビーズ）
- 藤岡麻菜美（Wリーグ・JX-ENEOSサンフラワーズ）
- 三谷藍（Wリーグ・富士通レッドウェーブ所属）
- 元山夏菜（Wリーグ・シャンソンVマジック所属）
- 村山翠（Wリーグ・富士通レッドウェーブ所属）
- 山本千夏（Wリーグ・富士通レッドウェーブ所属）
- 渡邉由穂（元富士通→日立ハイテク）

### ラグビー
- 青木祐樹:柏市
- 井上愛美
- 今井友明(車いすラグビー):我孫子市
- 上原哲
- 榎真生
- 大石嶺
- 大芝優泰
- 大塚健太
- 大塚博之
- 荻野晃一(車いすラグビー):鎌ケ谷市
- 小野慎介
- 葛見達哉
- 金澤春樹
- 亀山宏大
- 亀山雄大
- 川西智治
- 官野一彦(車いすラグビー):袖ケ浦市
- 坂本侑翼:君津市
- 作田駿介
- 鈴木貴士
- 鈴木彩夏 (ラグビー選手)
- 鈴木敬弘:野田市
- 関谷惇大(レフリー):松戸市
- 高森一輝
- 鶴岡怜志
- 羽賀理之(車いすラグビー):松戸市
- 長谷川峻太
- 前田航平
- 村山廉
- 森川海斗
- 安江祥光
- 山根皓太
- 吉田菜美
- 吉田良平
- 米谷卓朗

### 陸上競技
- 青木半治（日本陸上競技連盟名誉会長）：銚子市
- 岩田悠希（東京パラリンピック1500m(T20)代表）：流山市
- 岡崎高之（ローマ五輪、東京五輪日本代表）：木更津市
- 小出義雄（マラソン監督）：佐倉市
- 田中智美（リオ五輪マラソン代表）：成田市
- 花岡麻帆（アテネ五輪走幅跳代表）：船橋市
- 増田明美（元マラソン選手）：いすみ市
- 本宮未紀（元棒高跳選手）
- 吉沢賢（アテネ五輪400mハードル代表、現競輪選手）：酒々井町
- 渡辺康幸（住友電工陸上競技部監督、前早稲田大学駅伝監督）：千葉市

### 水泳
- 庄司敏夫（元水泳選手、1964年東京五輪800mリレー銅メダリスト）：和田町 (現南房総市）
- 鈴木大地（元水泳選手、ソウル五輪100m背泳ぎ金メダリスト、現スポーツ庁長官）：習志野市
- 黒鳥文絵（元水泳選手、アトランタ五輪代表）：船橋市
- 寺村美穂（水泳選手、リオ五輪代表）：流山市

### 体操
- 萱和磨（2020年東京五輪代表）:船橋市
- 谷川航（2020年東京五輪代表）:船橋市
- 橋本大輝（2020年東京五輪代表）:成田市

### 競馬

#### 騎手
- 石崎駿（船橋騎手）
- 内田浩一（JRA騎手）：いすみ市
- 蛯沢誠治（元JRA騎手）：（青森県上北郡東北町生まれ）
- 菊沢隆徳（JRA騎手）
- 齋藤博樹（元北海道騎手）
- 古賀慎明（JRA調教師）
- 津村明秀（JRA騎手）：船橋市
- 山田和広（元JRA騎手）
- 柳田泰己（元騎手、拠点はニュージーランド）

#### 調教師
- 斎藤誠（JRA調教師）
- 笹倉武久（元JRA調教師）
- 中野隆良（元JRA調教師）
- 堀宣行（JRA調教師）
- 吉田直弘（JRA調教師）
- 和田正一郎（JRA調教師）
- 和田正道（JRA調教師）

#### 競走馬
- アサデンコウ
- アズマハンター
- カーネルシンボリ
- クリフジ
- ケイキロク
- サクラショウリ
- スピードシンボリ
- ソールレデイ
- ディアマンテ
- テツザクラ
- トクザクラ
- ハククラマ
- ハツピーマイト
- ヒサトモ
- ヒロサクラ

### 自転車競技
- 片山梨絵*（マウンテンバイクレース・クロスカントリー選手、北京オリンピック出場）：育ちは大阪府吹田市
- 太刀川麻也*（トラックレース選手）：市川市
- 盛一大（ロードレース & トラックレース選手）：我孫子市

#### 競輪選手
- 石毛克幸：銚子市
- 伊勢崎彰大
- 浦部郁里*：流山市
- 太田義夫
- 岡島正之
- 小松崎大地：君津市（元 徳島インディゴソックス選手）
- 坂巻正巳：野田市
- 篠崎新純*
- 十文字貴信：野田市（アトランタ五輪銅メダリスト）
- 白鳥伸雄：習志野市
- 鈴木誠：市原市
- 関口美穂*：松戸市
- 滝澤正光（1985年世界自転車選手権銅メダリスト、日本競輪学校第23代校長）：八千代市
- 武井大介
- 田中まい*
- 利根川勇
- 南原照也：浦安市
- 花嶋洋之
- 東出剛：千葉市
- 山本奈知*：松戸市
- 吉井秀仁：茂原市
- 鈴木彩夏 (競輪選手)

### フィギュアスケート
- 村主章枝：千葉市（出生地は神奈川県）
- 岸本一美：千葉市（出生地は神奈川県）
- 木戸章之：松戸市
- 井上怜奈：松戸市（出生地は兵庫県）
- 川口悠子：船橋市（出生地は愛知県）
- 高橋成美
- 小野珠実（香港代表選手として活躍）
- 安田直樹：我孫子市
- 村主千香（元フィギュアスケート選手、現在プロ） - 上記の章枝は実姉：千葉市
- 椎名千里（元フィギュアスケート選手）：松戸市

### モータースポーツ

#### 競艇
- 作間章：木更津市
- 石渡鉄兵：市原市
- 足立かなえ：市原市
- 鈴木茂正：鎌ケ谷市
- 宇野弥生

#### 二輪
- 青山周平：市原市 - 下記の博一は実兄
- 青山博一：市原市
- 宇井陽一：成田市
- 宇川徹：松戸市
- 鈴木竜生
- 中上貴晶：千葉市
- 中野真矢：大網白里市
- 富沢祥也：旭市
- 原田哲也：千葉市
- 若井伸之：八千代市

#### 四輪
- 赤羽智行：我孫子市
- 荒聖治
- 浮谷東次郎：市川市
- 織戸学：船橋市

### 格闘技

#### 空手道
- 千葉真一：君津市（出生地は福岡県）
- 花澤明：袖ケ浦市
- 松井章圭：柏市（出生地は東京都文京区）
- 吉岡幸男：佐倉市
- 植草歩：八街市
- 木立裕之：市川市

#### キックボクシング
- 那須川天心：
- 魔裟斗：柏市

#### 柔道
- 大沢慶己（講道館十段・早稲田大学名誉教授・「柔道入門」等著者）：宗像村（現在の印西市）
- 醍醐敏郎（講道館十段・全日本柔道選手権大会優勝・モントリオール五輪およびロサンゼルス五輪柔道競技監督）：船形町（現在の館山市）
- 高木長之助（ローザンヌ世界柔道選手権大会金メダリスト）：白浜町（現在の南房総市）
- 西村昌樹（ミュンヘン五輪柔道競技銅メダリスト）

#### 相撲
現役
- 木竜皇博一（十両12）：柏市（東京都墨田区生まれ）
- 琴栄峰央起（十両13）：柏市 - 下記の琴勝峰は実兄
- 琴櫻将傑（大関）：松戸市
- 琴勝峰吉成（前頭3）：柏市
- 隆の勝伸明（関脇）：柏市

引退
- 明石志賀之助（初代横綱、相撲の基本四八手の考案者）：君津市生まれとする説話がある
- 境川浪右エ門（14代横綱）：市川市
- 小錦八十吉（17代横綱）：横芝光町
- 若嶌權四郎（21代横綱）：市川市
- 鳳谷五郎（24代横綱）：印西市
- 荒馬大五郎（元関脇、2代目宮城野）：千葉市幕張
- 鳳凰馬五郎（元大関、5代目宮城野）：習志野市
- 荒馬吉五郎（江戸時代の相撲力士）：船橋市
- 照ヶ嶽光右エ門（江戸時代の相撲力士）：船橋市
- 高砂浦五郎 (初代)（明治時代の相撲力士）：東金市
- 金湊利三郎（昭和初期の相撲力士）：船橋市
- 高見山酉之助（元関脇）：銚子市
- 千葉ヶ嵜俊治（元大関）：富里市
- 房錦勝比古（元関脇）：東葛飾郡南行徳町（のちの市川市）（東京都大田区生まれ）
- 神若順三（元前頭、名を芳の里淳三に改めプロレスへ転向）：一宮町
- 松登晟郎（元大関）：松戸市
- 星甲昌男（元前頭）：浦安市（出生地は東京）
- 岩波重廣（元前頭）：木更津市
- 麒麟児和春（元関脇）：柏市
- 富士乃真司（元前頭、現陣幕親方）：船橋市（出生地は山武郡）
- 琴富士孝也（元関脇）：千葉市
- 大刀光電右エ門（元前頭）：千葉市
- 若闘将敏男：千葉市
- 小城ノ花昭和（元前頭、現出羽海親方）：市川市
- 旭豪山和泰（元前頭）：市川市（出生地は東京）
- 小城錦康年（元小結、現中立親方）：市川市
- 琴龍宏央（元前頭）：市川市（出生地は兵庫県）
- 敷島勝盛（元前頭、現浦風親方）：船橋市
- 闘牙進（元小結）：市川市
- 春日錦孝嘉（元前頭）：いすみ市（旧・岬町）
- 若荒雄匡也（元小結、現不知火親方）：船橋市
- 舛ノ山大晴（元前頭）：栄町
- 旭日松広太（元前頭）：野田市
- 千代嵐慶喜（元十両）：木更津市

行司
- 木村銀治郎 (3代)
- 木村庄之助 (24代)（立行司）

#### 総合格闘技
- 石川英司：千葉市
- 石毛大蔵：銚子市
- 大塚隆史：市川市
- 帯谷信弘：
- 門脇英基：市原市
- 北田俊亮：八街市
- 木暮聡：印西市
- 小森亮介：
- 高橋義生：市川市
- 高谷裕之：習志野市
- 星野大介：習志野市
- 三崎和雄：小見川町（現香取市）
- 山崎剛：鎌ケ谷市
- 横田一則：船橋市
- 吉田善行：柏市
- ランボー宏輔：八千代市
- 浅倉カンナ

#### プロレス
- AKIRA：習志野市
- 飯田沙耶：柏市
- 石井美紀：船橋市
- おばっち飯塚：浦安市
- 柏大五郎：柏市
- 勝俣瞬馬：柏市
- 凛（旧称・門倉凛）：千葉市
- 神田裕之：千葉市
- 倉垣翼：鎌ケ谷市
- 工藤めぐみ
- さくらえみ：君津市
- 鈴木浩子（元福島中央テレビアナウンサー）：船橋市
- TAKAみちのく：四街道市
- 永島千佳世：松戸市
- 永田裕志：東金市
- 仲村由佳：市川市
- NOSAWA：市川市
- 日向あずみ：松戸市
- 藤ヶ崎矢子：銚子市
- 藤田和之：船橋市
- 星輝ありさ：船橋市
- 前川久美子：佐倉市
- 愛星ゆうな（元グラビアアイドル）
- ミウラアカネ：習志野市
- 雪妃真矢
- 芳の里淳三（元大相撲力士・神若順三）：一宮町
- 脇澤美穂：いすみ市
- 渡辺智子：千葉市

#### ボクシング
- 粟生隆寛
- 川嶋勝重：市原市
- 木村悠：千葉市
- 小坂照男：富津市
- 小堀佑介：四街道市
- 斉藤司：八千代市
- 桜井孝雄（1964年東京五輪バンタム級金メダリスト）：佐原市（現・香取市）
- 清水優人：富津市
- スコーピオン金太郎
- 鈴木菜々江：市川市
- 堤駿斗：千葉市
- 戸部洋平：鴨川市
- 福原力也
- 並木月海（2020年東京五輪女子フライ級銅メダリスト）：成田市

#### レスリング
- 須﨑優衣（2020年東京五輪女子50kg級金メダリスト）：松戸市
- 永田克彦（シドニー五輪グレコローマンスタイル69kg級銀メダリスト・総合格闘家）：東金市

### 他のスポーツ
- 西脇美智子（ボディビル）：船橋市
- 山野井泰史（登山家）：千葉市
- 白鳥文平（SASUKE）
- 土居美咲（テニス）:大網白里市
- 谷川太郎（登山家）
- 大原洋人（サーフィン）:一宮町
- 佐藤優香（トライアスロン、リオ五輪代表）:佐倉市
- 安藤美希子（重量挙げ、リオ五輪代表）:白井市
- 内山慶太郎（フットサル）:成田市
- 松田光（ソフトボール）:四街道市
- 国枝慎吾（車いすテニス）：柏市
- 里見紗李奈（車いすバドミントン）：八街市
- 川崎由意（プロボウラー）：市川市
- 岩見彩乃（プロボウラー）
- 渡辺倫果（フィギュアスケート）

## 報道関係

### ジャーナリスト
- 国木田独歩（小説家、詩人、ジャーナリスト）：銚子市
- 高田元三郎（国際ジャーナリスト）：佐倉市、東京生まれ
- 高石真五郎：市原市
- 片岡亮：浦安市
- 中江利忠（朝日新聞社社長）
- 斉藤健仁（スポーツライター）:柏市
- 佐藤昇：松戸市

### プロデューサー
- 増本淳（フジテレビジョン編成制作局ドラマ制作センタープロデューサー）
- 熊谷昭（音楽プロデューサー）

### アナウンサー
NHK
（現在所属の放送局などは各人物の項目を参照すること）
- 秋鹿真人
- 伊藤海彦：生まれは神奈川県
- 岩野吉樹：船橋市
- 浦田典明：船橋市
- 大坂敏久
- 小川浩司：船橋市
- 狩野史長：船橋市
- 後藤康之：千葉市
- 小西政親：市川市
- 佐藤洋之
- 鈴木遥：柏市
- 関根太朗：船橋市
- 田中崇裕：育ちは愛知県
- 田中洋行：木更津市
- 中川緑：松戸市
- 中山準之助：松戸市
- 滑川和男：銚子市
- 西川順一：鴨川市
- 原大策
- 三平泰丈：館山市
- 森花子：いすみ市
- 守本奈実：流山市
- 山田賢治：松戸市
- 山本志保：生まれは東京都
- 吉田浩：四街道市、生まれは愛媛県松山市
- 和田哲

日本テレビ
- 市來玲奈（元乃木坂46）：生まれは富山県
- 菅谷大介：佐倉市
- 平川健太郎：八千代市
- 桝太一：千葉市
- 水卜麻美：市川市
- 山本紘之：松戸市

TBS
- 上村彩子：市川市
- 山本里菜：千葉市

フジテレビ
- 遠藤玲子：千葉市
- 春日由実：野田市
- 酒主義久：習志野市
- 智田裕一 - 現在は記者：柏市
- 戸部洋子：千葉市

テレビ朝日
- 大木優紀：浦安市
- 西脇亨輔 - 現在は法務部所属の弁護士：八千代市
- 森葉子：いすみ市

千葉テレビ放送
- 泉水はる佳 - 元中国放送：千葉市

上記以外の放送局
- 青木まな - 中部日本放送：浦安市
- 今井広海 - TOKYO FM、元千葉テレビ
- 浮ヶ谷美穂 - ミヤギテレビ：松戸市
- 遠藤雅也 - 北海道テレビ放送、元中部日本放送：船橋市、生まれは名古屋市
- 大野恵 - 北海道テレビ放送：成田市
- 小尾渚沙 - 文化放送、元山陽放送：千葉市
- 川口満里奈 - 山形放送
- 桑原秀和 - 静岡放送、元日本海テレビ：柏市
- 小林徹夫 - 九州朝日放送、元東北放送：我孫子市
- 佐伯敏光 - 山形放送：木更津市
- 櫻井和明 - 山梨放送：館山市
- 佐藤佳奈 - 読売テレビ︰市川市
- 鈴木純子 - 文化放送、気象予報士
- 高野純一 - 朝日放送：船橋市
- 土屋孝博 - 熊本朝日放送：柏市、生まれは愛知県
- 徳光雅英 - 福島中央テレビ：千葉市
- 永岡歩 - 中部日本放送：野田市
- 中村麻里子 - サンテレビジョン、元AKB48
- 服部友一 - 鹿児島讀賣テレビ：木更津市
- 平山雅 - 中京テレビ：千葉市
- 広瀬麻知子 - 静岡朝日テレビ
- 松下香織 - 山形放送：千葉市
- 宮沢桃子 - 東海テレビ放送：千葉市
- 森さやか - 北海道テレビ放送：市原市
- 柳田知秀 - 北海道テレビ放送：香取市
- 湯浅知里 - テレビ北海道、元さくらんぼテレビ：松戸市

フリー・退職者・転職者
- 青尾幸 - 元日本テレビ：香取市
- 青山絵美 - フリー（セント・フォース所属）、元テレビ山梨
- 明石勇 - 元NHK、定年退職後もラジオ番組に出演：松戸市
- 浅野靖典 - フリー（エス・オー・プロモーション所属）
- 阿部哲子 - フリー（アワーソングスクリエイティブ所属）、元日本テレビ：浦安市
- 安藤優子 - ニュースキャスター（エイアンドアソシエイツ所属）：市川市
- 板倉俊彦 - 元毎日放送
- 岩瀬裕子 - 元ミヤギテレビ：夷隅郡大多喜町
- 岩田まこ都 - フリー（シー・フォルダ所属）：銚子市
- 上野智広 - フリー（エル・ファクトリー所属）、元文化放送
- 大岩堅一 - 長野県内のコミュニティFM局でアナウンサー・制作スタッフ兼任、元朝日放送→元FM長野→フリー（主に信越放送の番組に出演）：木更津市
- 大澤幹朗 - フリー（圭三プロダクション所属）、元IBC岩手放送：市原市
- 長田新 - フリー（オーケープロダクション所属）、元宮崎放送
- 小野陶子 - 元毎日放送：松戸市
- 海保知里 - フリー（ヤマダックス所属）、元TBS：千葉市
- 鹿島千穂 - NORTH WAVEDJ、元日本海テレビアナウンサー→元bayfmDJ→元TBSニュースバードキャスター：山武市・旧成東町
- 久能靖 - 皇室ジャーナリスト、元日本テレビ
- 佐久間あすか - 日経CNBCキャスター、元四国放送→元テレビ大阪：佐倉市
- 桜沢信司 - 中部日本放送報道記者・気象予報士、元同局アナウンサー：鴨川市
- 白石小百合 - 実業家、元テレビ東京
- 須貝茉彩 - ジョイスタッフ所属
- 杉江勇次 - 日本テレビお天気キャスター（ウェザーマップ所属）、気象予報士：松戸市
- 中澤有美子 - フリー（セント・フォース所属）、元テレビ信州：浦安市
- 長島瑞穂 - フリー（圭三プロダクション所属）、元秋田テレビ：柏市
- 永山美穂 - フリー（元三桂所属）：成田市
- 成嶋早穂 - フリー（アワーソングスクリエイティブ所属）、元東海テレビ：柏市
- 西尾由佳理 - フリー（セント・フォース所属）、元日本テレビ：市川市
- 堀越純子 - 元NHK盛岡放送局契約キャスター→元北陸放送：成田市
- 松尾翠 - フリー（ホリプロ所属）、元フジテレビ：習志野市
- 三田涼子 - フリー（シー・フォルダの協力タレント）、元TOKYO MX：柏市
- 宮里亜衣 - フリー、元新潟テレビ21：野田市
- 宮田修 - フリー（圭三プロダクションに客員として所属）、神職、元NHK：富里市
- 村山絢香 - 元NHK盛岡放送局契約キャスター→元千葉テレビ放送：習志野市
- 八塚浩 - スポーツアナウンサー（圭三プロダクション所属）、元ラジオ福島
- 山本潤 - フリー（ジョイスタッフ所属）：我孫子市
- 山田愛里 - 元TBS：我孫子市
- 四家秀治 - フリー、元RKB毎日放送→元テレビ東京：松戸市
- 吉田填一郎 - フリー、元日本テレビ→元RFラジオ日本
- 吉田伸男 - フリー、元フジテレビ：船橋市

## その他の現代人

### 医師
- 作田明（精神科医・心理学や精神疾患、少年犯罪等について、テレビに出演）：九十九里町
- ドクター林（医師、プロレスリングドクター）：千葉市
- 戸佐眞弓（JRAの馬主）
- 町沢静夫（精神科医・心理学や精神疾患、少年犯罪等について、テレビに出演）
- 毛利子来（小児科医。子供・障害児に関する著書を多数刊行）

### 冒険家
- 山崎直子 (宇宙飛行士)：松戸市
- 斉藤実 (冒険家)
- 鈴木紀夫：市原市

### 剣豪・剣術家
- 飯篠家直（天真正伝香取神道流の祖、室町時代中期の剣豪）
- 小野忠明：南房総市（小野派一刀流の祖・徳川将軍家指南役）
- 小野忠常
- 逸見宗助（剣客。佐倉藩刀術所師範並。警視庁本部武術課・撃剣専務教師。）

### 棋士
将棋棋士
- 石井健太郎 (棋士)：千葉市
- 伊奈川愛菓（女流棋士）：木更津市
- 大和久彪：千葉市
- 岡崎洋 (棋士)
- 小高佐季子（女流棋士）：佐倉市
- 加瀬純一：匝瑳市
- 金高清吉：天津小湊町（現・鴨川市）
- 木村一基：四街道市
- 京須行男：一宮町
- 近藤誠也：八千代市
- 佐瀬勇次：山武市
- 佐藤和俊：松戸市
- 真田圭一：八千代市
- 三枚堂達也：浦安市
- 所司和晴：（東京都江東区生まれ）
- 鈴木環那（女流棋士）：富津市
- 関根金次郎（十三世名人・近代将棋の父）：野田市
- 関屋喜代作：茂原市
- 達正光
- 長谷川清二郎
- 長谷部久雄：千葉市
- 松下力：習志野市
- 丸山忠久：木更津市
- 渡辺東一：野田市

囲碁棋士
- 片岡聡：松戸市
- 桑原陽子：市川市
- 高尾紳路：千葉市
- 中澤彩子（女流囲碁棋士）
- 中村勇太郎：野田市
- 三村智保：福岡県北九州市出身、千葉県育ち。
- 森田道博

### アダルトタレント
- 市井静香
- 樹若菜
- 奥田咲
- KAORI
- かすみ果穂
- 佳苗るか
- 小西那奈
- 西園寺れお
- 紗倉まな
- 櫻井ゆうこ
- 沙月恵奈
- 佐藤江梨花
- しみけん
- 長瀬愛
- 鈴木真夕
- 中山りお
- 西元めいさ
- 葉山リカ
- 服部義
- 平子知歌
- 広末奈緒
- 水咲涼子
- 水野はるき
- 山本美和子
- 優希まゆ
- 瑠川リナ

### その他
- ARuFa（ブロガー）：船橋市（東京都生まれ）
- 五木あきら（コスプレイヤー）
- ジョイまっくす（ニトロプラス広報）：我孫子市
- 千葉一二三（占い師）：八千代市
- 酒井潤（技術者・YouTuber）
- 徳川文武（技術者）：松戸市
- 比留間豊（技術者）
- 道下宣博（技術者）：（北海道生まれ）
- 小澤綾子（筋ジストロフィと闘うシンガー）：君津市

## 歴史上の人物

### 氏族一覧
- 平氏
  - 平良将
  - 平将門（新皇を称し東国に独立政権樹立を目指した）
  - 平常澄
  - 平常澄
  - 平忠常
  - 平常将
  - 平常長
  - 平常兼
  - 平常重
- 上総氏
  - 佐賀常家（平常長の子）
  - 相馬常晴（常家の弟）
  - 佐賀常澄（常晴の子）
  - 伊西常景（常澄の子）
  - 印東常茂（常景の弟）
  - 上総広常（常茂の弟・千葉広常とも）
  - 境常秀（千葉胤正の子）
- 千葉氏
  - 千葉常胤（鎌倉幕府創設功労者、頼朝の親臣）
  - 千葉胤正
  - 千葉成胤
  - 千葉胤綱
  - 千葉時胤
  - 千葉頼胤
  - 千葉宗胤
  - 千葉胤宗
  - 千葉貞胤
  - 千葉一胤
  - 千葉氏胤
  - 千葉満胤
  - 千葉兼胤
  - 千葉胤直
  - 千葉胤将
  - 千葉胤宣
  - 千葉康胤
  - 千葉胤持
  - 千葉輔胤
  - 千葉孝胤
  - 千葉勝胤
  - 千葉昌胤
  - 千葉利胤
  - 千葉親胤
  - 千葉胤富
  - 千葉良胤
  - 千葉邦胤
  - 千葉直重
  - 千葉重胤
  - 千葉宗胤
  - 千葉秀胤
  - 千葉常胤
  - 千葉常重
  - 千葉輔胤
  - 千葉実胤
- 東氏
  - 東胤頼
  - 東重胤
- 高城氏
  - 高城胤吉
  - 高城胤辰
  - 高城胤則
- 原氏
  - 原胤清
  - 原胤貞
  - 原胤栄
  - 原胤義
  - 原親幹
  - 原胤房
  - 原虎胤（武田の五名臣の一人）
- 安西氏
- 武田氏（上総武田氏、真里谷武田氏）
  - 武田信長
  - 武田信高
  - 武田豊信
  - 武田国信
- 和田氏
  - 和田義盛（鎌倉幕府の重臣）：大多喜町・千倉町
- 真里谷氏
  - 真里谷信興
  - 真里谷信勝
  - 真里谷信清
  - 真里谷信隆
  - 真里谷信応
  - 真里谷信政
- 里見氏
  - 里見義実
  - 里見成義
  - 里見義通
里見実堯
  - 里見義豊
  - 里見義堯
  - 里見義弘
里見梅王丸
  - 里見義頼
  - 里見義康
  - 里見忠義
- 安房正木氏
  - 正木時忠（戦国武将）
  - 正木時茂 (正木時綱子)
  - 正木時茂 (里見義頼子)
  - 正木時通
  - 正木信茂
  - 正木憲時
  - 正木通綱
  - 正木頼忠
- 酒井氏
  - 酒井定隆
  - 酒井胤治
- 村上氏
  - 村上綱清
- その他
  - 大野東人
  - 藤原親通
  - 大須賀政常
  - 源義朝
  - 鷺沼太郎源太光義（千葉氏の家臣）
  - 富木常忍（千葉氏の家臣）
  - 曽谷教信（千葉氏の家臣）
  - 秋元太郎左衛門（鎌倉幕府御家人）
  - 馬加康胤
  - 秋元義久（戦国武将）

### 藩関係者
- 佐倉藩
  - 堀田正睦（幕末期の老中・鎖国していた日本を開国に導いた人・呼称は西洋堀田）：佐倉市
- 関宿藩
  - 久世広周（幕末期の老中開国問題を正睦と共に担当）:野田市
- 東条藩関係者
  - 西郷正員（東条藩一代藩主）
  - 西郷延員（東条藩二代藩主）
  - 西郷寿員（東条藩三代藩主）
- 下総栗原藩関係者
  - 成瀬正成（下総栗原一代藩主）
  - 成瀬之成（下総栗原二代藩主）
  - 成瀬之虎（下総栗原三代藩主）
- 上総国請西藩
  - 林忠崇（最後の大名）：木更津市

### 他の著名人
- 西郷局 - 征夷大将軍徳川秀忠生母。：鴨川市
- 手児奈 - 万葉集に詠まれる絶世の美女。：市川市
- 養珠院 - 実父は正木頼忠。伊豆で育つ。徳川家康の側室。徳川頼宣、徳川頼房の母。：勝浦市
- 佐倉惣五郎（木内惣五郎） - 百姓一揆指導者。『伝説的義民』として芝居や歌舞伎の演目に描かれる。地元では「宗吾（そうご）」と呼ばれ宗吾霊堂に祀られる。：成田市
- 八百屋お七 - 放火未遂事件を起こし、浄瑠璃等芝居のモデルとなった人物：八千代市
- 松虫姫 - 新田部親王の皇女、墓所は印旛村の松虫寺にある。：印旛村
- 青岳尼 - 足利義明の娘、墓所は南房総市原岡の興禅寺：南房総市
- 花井お梅 - 毒婦、月梅薫朧夜などの歌舞伎や映画の演目に描かれた人物：佐倉市
- 畠山勇子 - 1891年の起きた大津事件の際に京都でニコライ皇太子へ謝罪文を残し自刃した烈女
- 笹川繁蔵と飯岡助五郎 - ともに江戸時代末期の侠客。天保水滸伝のモデル：東庄町、旭市
- 佐原喜三郎 - 江戸時代の侠客、八丈島に遠島になるが、島抜けに成功：香取市
- お富と与三郎 - 与話情浮名横櫛、「お富さん」のモデルになった人物：木更津市
- 平野仁右衛門 - 石橋山の戦いに敗れた源頼朝が安房に逃れた際、仁右衛門島に身を匿った人。この功によって、一帯の漁業権を与えられ、代々島主を務めている。島の管理者は代々「平野仁右衛門」を名乗っている。現在で38代目。：鴨川市

## 架空の人物

### 伝説・逸話上の人物
- 日本武尊・弟橘媛（古事記に登場する空想上の人物。弟橘媛は日本武尊が浦賀水道を通って上総へ渡る場面で、東京湾の嵐をおさめるため、尊の代わりに自身の身を捧げる）
- 天女（千葉恒将の妻、千葉市に伝わる「羽衣の松」に登場する人物）：千葉市
- 赤えい (千葉県に伝わる海の怪物)
- かぶきり小僧（下総地方に伝わる妖怪）
- 川螢（印旛沼周辺に伝わる妖怪）
- 栄螺鬼（房総半島に伝わる妖怪）
- 二口女（下総地方に伝わる妖怪）

### キャラクター
- 公共のPR・シンボル・マスコットキャラクター

うなりくん（成田市のマスコットキャラ）：成田市
きさポン（木更津市のマスコットキャラ）：木更津市
チーバくん（ゆめ半島千葉国体の大会マスコットから千葉県のマスコットキャラヘ）
シーポック（千葉県警察のマスコットキャラ）
ちはなちゃん（千葉市「花の街・ちば」シンボルキャラ）：千葉公園
とみちゃん、とみおくん（富里市のシンボルキャラ）：富里市
- 民間のPR・シンボル・マスコットキャラクター

クウタン（成田国際空港マスコットキャラ）
ジェフィ・ユニティ（ジェフユナイテッド市原・千葉のマスコットキャラ）
しんちゃん・けいちゃん（新京成電鉄のマスコットキャラ）
ふなっしー（船橋市非公認ゆるキャラ。一世を風靡）
マーくん・リーンちゃん・ズーちゃん・COOL（千葉ロッテマリーンズのマスコットキャラ）：千葉市
ラッカ星人（NHK千葉放送局のマスコットキャラ）
レイくん（柏レイソルのマスコットキャラ）：柏市
（この他にご当地キティがある）
- アニメ・漫画・ゲーム

三浦あずさ（『THE IDOLM@STER』）
本田未央（『アイドルマスター シンデレラガールズ』）
神谷奈緒（『アイドルマスター シンデレラガールズ』）
矢口美羽（『アイドルマスター シンデレラガールズ』）
太田優（『アイドルマスター シンデレラガールズ』）
高坂海美（『アイドルマスター ミリオンライブ!』）
豊川風花（『アイドルマスター ミリオンライブ!』）
園田智代子（『アイドルマスター シャイニーカラーズ』）
岡村直央（『アイドルマスター SideM』）
木村龍（『アイドルマスター SideM』）
水嶋咲（『アイドルマスター SideM』）
- 産物のPR・マスコットキャラクター

ふさおとめちゃん（千葉県産のブランド米『ふさおとめ』のマスコットキャラ）

### ご当地ヒーロー
- キャプテン☆C（千葉県のご当地ヒーロー、チバテレビ『チュバチュバワンダーランド』）
- 鳳神ヤツルギ（木更津市のご当地ヒーロー）

## 千葉県にゆかりのある人物

### 千葉県に居住歴がある人物
- 愛新覚羅溥傑と嵯峨浩 - 清国最後の皇帝・満州国皇帝の溥儀の実弟とその妻。新婚のときを稲毛で過ごし、後に中華人民共和国の全人代常務委員会委員になる。稲毛公園に家が現存。：千葉市
- 青木昆陽 - 江戸時代の儒学・蘭学者、関東での甘藷栽培の普及に貢献：千葉市
- 秋山好古 - 陸軍大将、騎兵第1旅団長・騎兵学校長、日本騎兵の父：習志野市・船橋市
- 足利成氏 - 千葉氏の支援を受け初代古河公方となる。
- 足利義明 - 真里谷氏の支援のもと小弓公方となる。
- 阿保親王 - 平城天皇第1皇子・上総太守、承和の変後に急死。市原に高滝神社など縁の神社がある：市原市
- 新井白石 - 江戸時代の朱子学・歴史学・地理学・言語学・文学者：君津市
- 石井貴子 (1990年生の競輪選手) - 岐阜県美濃加茂市出身の女子競輪選手。：現住所は我孫子市
- 伊藤音次郎 - 航空エンジニア、津田沼海岸に航空技術者養成のため伊藤飛行機研究所を開設：習志野市、千葉市
- 7世市川團十郎 - 歌舞伎役者。改革のあおりで江戸所払いとなり、成田に逃れる。そこから成田山新勝寺の熱心な信者となる。：成田市
- 伊奈忠次・伊奈忠治 - 関東代官頭。利根川東遷事業。船橋東照宮など各地にゆかりの地が存在。
- 岩元巌 - 大分県出身の英米文学者、筑波大学・麗澤大学名誉教授：野田市
- 岩山敬義 - 下総牧羊場第1代場長・日本牧羊の父、牧羊場では1878年に獣医科が設置され日本で初めて獣医学の教育が始められたことから獣医学発祥の地とされている。：成田市
- 魚住咲恵 - 東京都国立市出身。フリーアナウンサー、元岡山放送アナウンサー。小学生の頃千葉県に居住。その後神奈川県横浜市の小学校へ転校した。
- 海老根恵太 - 埼玉県春日部市出身の競輪選手。：現住所は千葉市
- 大賀一郎 - 植物学者、当時・関東学院大学非常勤講師、検見川で発掘された縄文時代のハスの発芽させた人物、大賀ハスの命名者：千葉市
- 大原幽学 - 香取郡長部村（現旭市）を拠点に農業協同組合を世界で初めて創設した。旭市に大原幽学記念館がある：旭市
- 緒形拳 - 東京都生まれ、小学2年から千葉県千葉市に一時疎開し、中学まで千葉で過ごした後、東京へ戻った。
- 荻生徂徠 - 古文辞学派の祖・講談「徂徠豆腐」のモデル：茂原市
- 奥原晴湖：野田市（画家）
- 尾崎将司（プロゴルファー） - 徳島県生まれ、我孫子市などに在住時期あり。：我孫子市、船橋市
- 加藤登紀子 - 旧満州ハルピン生まれ、鴨川市で夫と開墾した田畑を「自然王国」と名付け、農業を営む。鴨川市
- 川端康成 - 船橋で『童謡』など小説を執筆した。
- 閑院宮春仁王 - 本土決戦の際、戦車第4師団を市内(縁の建物は解体され、船橋市立夏見総合運動公園にある)で指揮：船橋市
- 木曾義昌 - 戦国時代の武将,墓所は千葉県旭市網戸の東漸寺。遺体は椿海に水葬されたという逸話があり、その一角に木曾義昌公歴史公園が存在。
- 幸田露伴 - 明治の文豪。市川で晩年を過ごす：市川市
- 近藤啓太郎 - 芥川賞受賞作家、千葉県鴨川で1年間漁業に従事後、鴨川中学校図工科教師を勤め創作活動に専念.：鴨川市
- 斎藤実 - 海軍軍人で政治家：一宮町
- 坂上田村麻呂 - 奈良時代の武将、蝦夷征討の際に鹿島・香取に前線基地を置いた。いすみ市の清水観音の創建など、県内に伝承や逸話が残されている。なお、この際、田村麻呂がタタル系の馬を捕獲、下総に放牧したとされる。
- さかなクン - 東京都葛飾区生まれ、館山市在住（タレント、お魚らいふコーディネーター）
- 嵯峨の屋おむろ：野田市（小説家）
- 佐藤泰然と佐藤舜海（＝佐藤尚中） - 佐倉順天堂、湯島順天堂の創始者：佐倉市
- 佐藤信淵 - 農業経営・気象・測量など多岐の学問に精通した蘭学者・発明家、大豆谷村で多くの著書を書いた：東金市
- 志賀直哉 - 小説家、柳宗悦の招きによって移住、居を弁天山(現東松園)に構え、「暗夜行路」や「和解」などを執筆：我孫子市
- 篠原陸朗 - 東京都生まれの立憲民政党所属衆議院議員。選挙区が中選挙区制時代の千葉県第1区。
- 柴原和 - 政治家・初代千葉県知事、日本最初の県議会(千葉県議会)を興した名県令）
- ジャガー (ローカルタレント) - 市川市在住のロッカー兼社長。「ファイト! ファイト! ちば」を始めとする千葉県を織り込んだ歌やTV番組「ハロー・ジャガー」で有名。：市川市
- ジュリア - 女子プロレスラー（イギリス・ロンドン生まれ、千葉市育ち）
- 杉村楚人冠 - ジャーナリストの先駆者、関東大震災後、我孫子町の別荘に移り住み、屋敷を「白馬城」・家屋を「枯淡庵」と称した：我孫子市
- 高村光太郎 - 彫刻家・詩人、療養のため犬吠埼温泉「暁鶏館」や九十九里町を訪れている。真亀海岸に「千鳥と遊ぶ智恵子」の光太朗自筆文が刻まれていた碑がある：銚子市、九十九里町
- 太宰治 - 大正の文豪、玉川旅館にて前期の傑作が執筆された。小説「人間失格」では船橋町がモデルとして登場する。また、小説「東京八景」には、薬物依存に苦しむ太宰の船橋での生活が描かれている：船橋市
- 田沼意次 - 江戸幕府の老中、印旛沼開拓
- つげ義春・忠男兄弟 - 漫画家。東京都葛飾区出身。義春の代表作「ねじ式」には太海漁港・仁右衛門島が舞台として登場。：鴨川市
- 津田梅子 - 女子教育の先駆者・津田塾大学創建者：佐倉市
- 手塚岸衛 - 栃木県生まれ、教育者・自由ヶ丘学園創立者。千葉県内の小学校や中学校に勤務した。
- 鉄牛慧覚 - 江戸時代の長門出身の僧侶、椿海の干拓
- ドン・ロドリゴ - メキシコ生まれのエスパーニャ人植民地政治家、船が難破、上総国岩和田村(現御宿)の村々の救助を受けた。この出来事が幕末期にメキシコと締結された平等条約（日墨修好通商条約）の基礎となった：御宿町
- 永井荷風 - 大正・昭和の文豪、本八幡に旧居があるほか周辺には荷風お気に入りの散歩ルートや本八幡神社などのスポットがある：市川市
- 奈良原三次 - 日本の民間航空の先駆者、稲毛海岸に日本初の民間飛行場を開設した:千葉市
- 西竹一（バロン西） - 陸軍少佐・騎兵学校教官、ロサンゼルス五輪馬術代表・金メダリスト、当時の下宿が残されている：船橋市
- バーナード・リーチ - イギリス人芸術家、友人宗悦の誘いから居住。我孫子中央公民館脇にはバーナード・リーチ在住記念碑がある：我孫子市
- 濱口梧陵 - 和歌山県出身。「稲むらの火」のモデル。後にヤマサ醤油当主。：銚子市
- 阪東妻三郎 - 谷津遊園に阪東関東撮影所を設置、稲毛・津田沼海岸や習志野原でロケを行った。：習志野市
- 東山魁夷 - 昭和期を代表する日本の画家。記念館が市川市にある。：市川市
- 藤原師賢 - 鎌倉末の公家・歌人、鎌倉方によって下総国に流された。下総町に師賢を祀る小御門神社がある：成田市
- 本多忠勝 - 大多喜城を築城：大多喜町
- 本田博 ｰ 石川県金沢市出身。国際的工学者、規制科学者、エネルギー経済学者。三井造船千葉研究所に勤務した。1994年から2007年にかけて、浦安市国際交流協会や習志野市民カレッジの主催行事に講師として招かれた。
- 緑川アイラ - 埼玉県さいたま市出身のフリーライター、元プロボクサー。元船橋市役所職員。船橋市で暮らしていた。
- 源頼朝 - 鎌倉幕府創設者、一時安房を本拠に再起を図る。西進に際し洲崎神社で武運を祈願した：館山市・鴨川市
- 武者小路実篤 - 小説家、療養のため我孫子に住居を構え新しき村建設のための構想などを練る。：我孫子市
- 明治天皇 - 習志野地名の命名者、習志野への行幸は狩猟などの私用も合わせると十数回に及ぶ：船橋市・習志野市・八千代市
- 柳宗悦 - 民芸評論家・宗教哲学者、我孫子に7年間在住し日本古来の民芸を見出そうとした。：我孫子市
- 柳田國男 - 民俗学の第一人者：我孫子市
- 山下清 - 画家、幼少期から市川の八幡学園に入所。学園でちぎり絵や油絵を習得しながら放浪と創作活動を繰り返した。我孫子駅の駅弁屋で働いた事もあり、今も駅そばの宣伝に使われる：市川市、我孫子市

### 親族が千葉県出身の人物
- 泉ピン子 - 東京都中央区出身のタレント・女優。父が銚子市出身。
- 桂歌丸 - 神奈川県横浜市中区（現在の南区）真金町出身の落語家。母（伊藤家）が市原市瀬又出身で、自身も第二次世界大戦中に母の実家に疎開していた。
- 北野大 - 東京都足立区出身の環境科学者。母（小宮姓）が現在の市原市出身。弟がビートたけし（北野武）。
- ビートたけし - 東京都足立区出身の漫才師、兄が北野大。
  - 北野井子 - 東京都出身の歌手、女優。たけしの長女。
- グレート義太夫 - 東京都板橋区出身の芸人。父が東金市出身。
- 鈴木一 - 農林官僚。父（鈴木貫太郎）が関宿町（現在の野田市）出身。
  - 鈴木道子 - 東京都出身の音楽評論家。一の長女。
- 田母神智子 - 東京都出身。母が千葉県出身。
- 長嶋一茂 - 東京都出身の元プロ野球選手、タレント。父（長嶋茂雄）が臼井町（現在の佐倉市）出身。
- 長島三奈 - 東京都出身のスポーツジャーナリスト。父が長嶋茂雄。
- 若山富三郎・勝新太郎兄弟 - 東京都出身。母が千葉県出身。

### その他
- 古坂大魔王 - 青森県出身。持ちネタの「ピコ太郎」は千葉県出身という設定。